# Pietre d'inciampo in Veneto

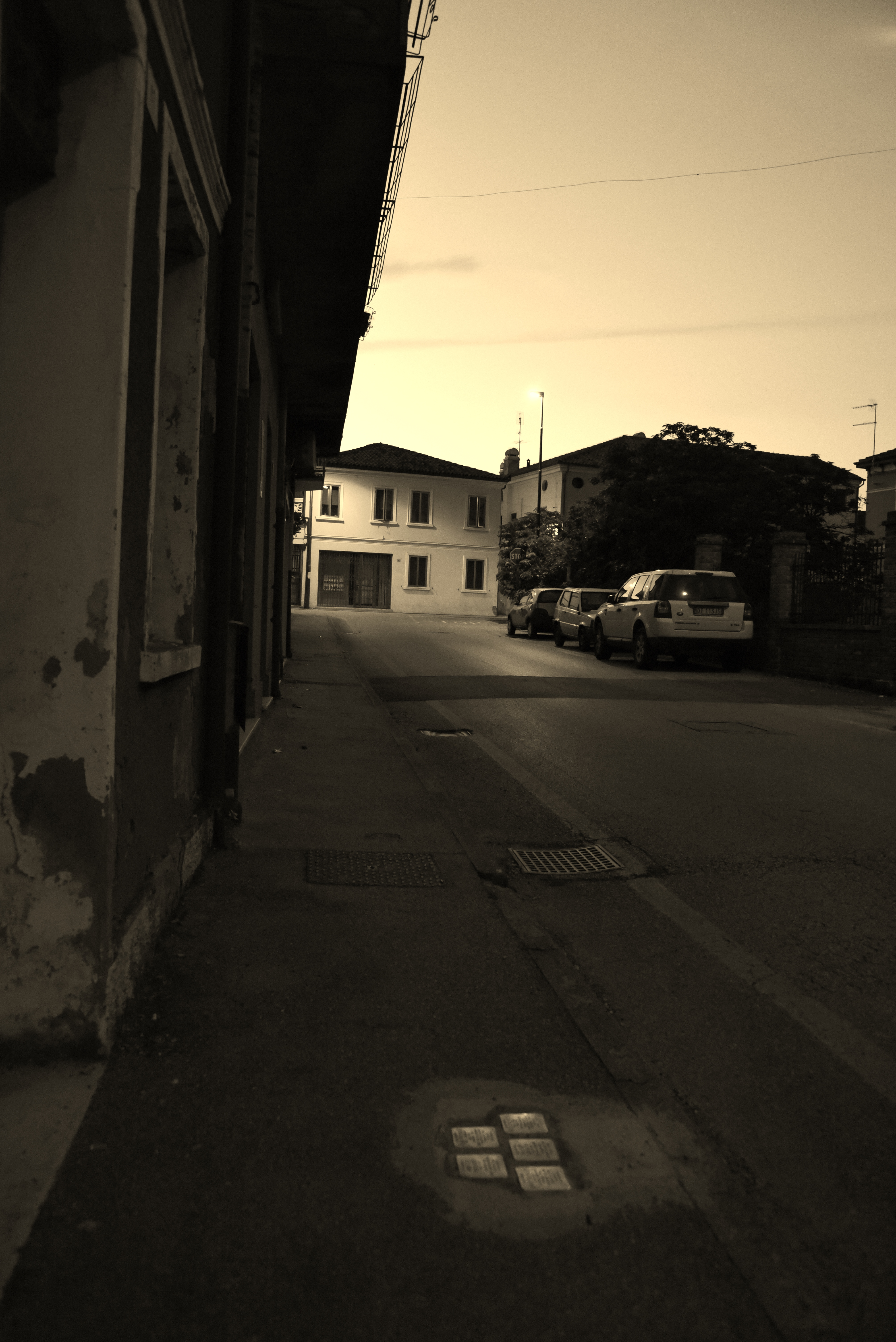
Costa di Rovigo

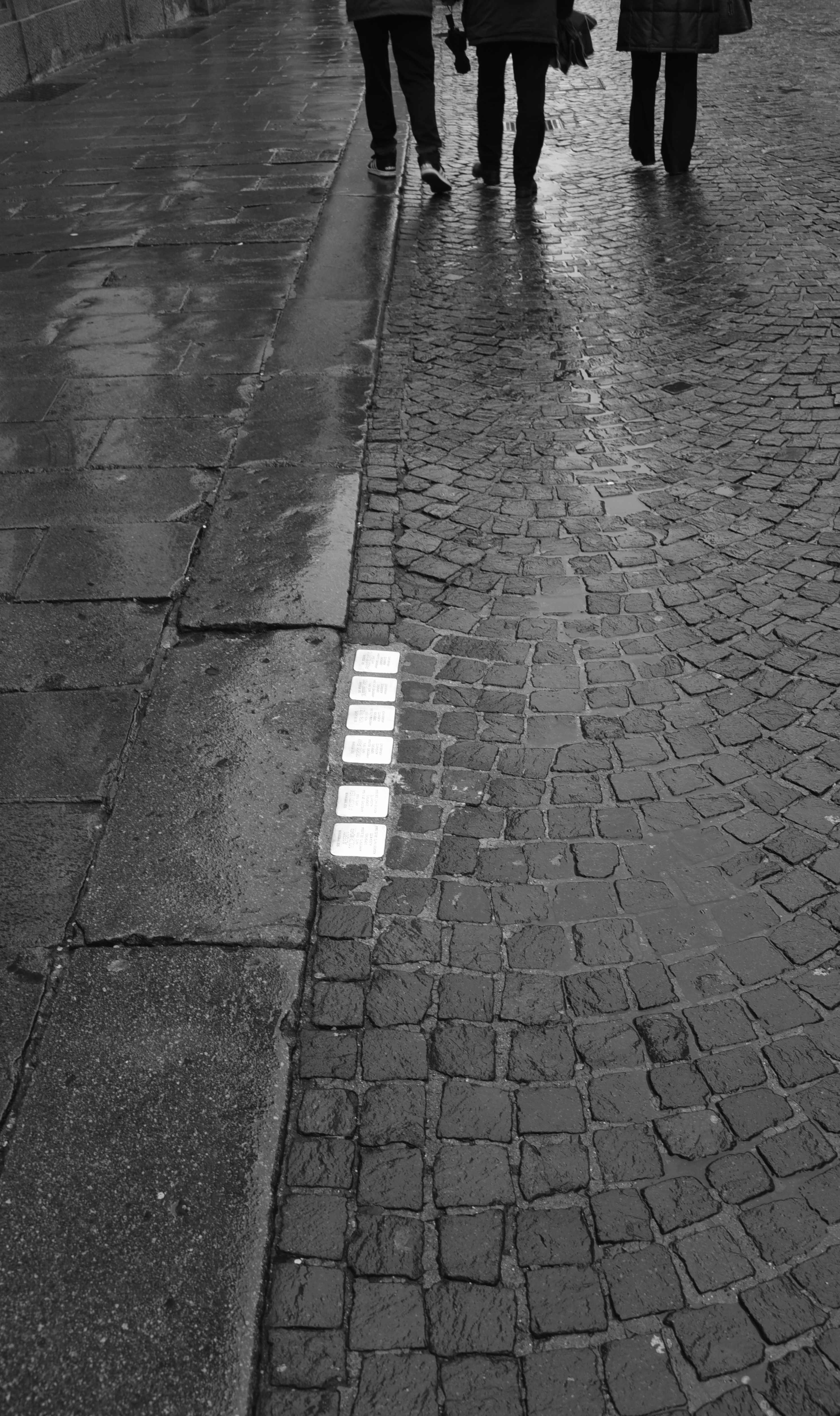
Pietre d'inciampo a Padova

La lista delle pietre d'inciampo nel Veneto contiene l'elenco delle pietre d'inciampo (in tedesco Stolpersteine) poste in Veneto. Esse commemorano le vittime venete della persecuzione del regime nazi-fascista nell'ambito di un'iniziativa dell'artista tedesco Gunter Demnig estesa a tutta l'Europa.

La prima pietra d'inciampo in Veneto è stata collocata a Venezia il 12 gennaio 2014 in ricordo dei deportati dalla Casa Israelitica di riposo in Cannaregio 2874.

## Provincia di Belluno

### Quero
| Pietra d'inciampo | Pietra d'inciampo                                                             | Pietra d'inciampo | Pietra d'inciampo                                                                             | Note biografiche |
| Data di posa      | Luogo di posa                                                                 | Stolpersteine     | Incisione                                                                                     | Note biografiche |
| ----------------- | ----------------------------------------------------------------------------- | ----------------- | --------------------------------------------------------------------------------------------- | --- |
| 28 marzo 2025     | Via Nazionale, 21 giardino d'accesso Casa di Riposo 45°55′23.1″N 11°55′52.3″E |                   | QUI ABITAVA DINA DORA HASENLAUF NATA 1942 ARRESTATA 31.1.1944 DEPORTATA AUSCHWITZ ASSASSINATA | Dina Dora Hasenlauf (Quero, 12 febbraio 1942 - Auschwitz-Birkenau , 1944), figlia di Israel e Sophie Kirschbaum, sorella di Rhut. Famiglia ebrea, a Quero in regime di “internamento libero” dal settembre 1941. I genitori e la sorella di 8 anni sono arrestati il 14 febbraio 1944, Dina Dora qualche giorno prima, il 31 gennaio. Dopo il passaggio da Fossoli, il 22 febbraio sono tutti deportati nel Reich con destinazione Auschwitz-Birkenau. Dina Dora, la sorella Rhut e la madre sono probabilmente assassinate al loro arrivo al campo il 26 febbraio 1944, il padre è assassinato il 20 marzo dello stesso anno. |

## Provincia di Padova
In provincia di Padova sono presenti ufficialmente 45 pietre d'inciampo, di cui 38 a Padova, 4 ad Abano Terme (dedicate alla famiglia Szöllősi), 2 a Bovolenta e 1 a San Pietro in Gu (dedicata a Giacomo Prandina). La prima pietra venne collocata a Padova il 13 gennaio 2015.

### Abano Terme
Ad Abano Terme sono state posate quattro pietre d'inciampo il 6 marzo 2024 a ricordo della famiglia Szöllősi, di origine ungherese, residente in Via Marzia 1 dal 1936 al 1939. Oszkar Szöllősi laureato in medicina all'università di Padova, la moglie Adél Hartmann, il loro figlio Ivan Italo e la cognata di Oszkar, Elena Hartmann, in seguito alle norme delle leggi razziali dovettero abbandonare Abano per l'Ungheria. Da lì furono deportati nei campi di sterminio del Terzo Reich. Della famiglia sopravvissero Oszkar e la cognata.

### Bovolenta
Il comune di Bovolenta accoglie ufficialmente 2 pietre d'inciampo, collocate il 21 gennaio 2018.
| Pietra d'inciampo | Pietra d'inciampo                                             | Pietra d'inciampo | Pietra d'inciampo                                                                                                  | Note biografiche |
| Data di posa      | Luogo di posa                                                 | Stolpersteine     | Incisione | Note biografiche |
| ----------------- | ------------------------------------------------------------- | ----------------- | --- | --- |
| 21 gennaio 2018   | Piazza Accademia dei Concordi, 24 45°16′13.31″N 11°56′09.51″E |                   | QUI ABITAVA GIOACHINO NIERO NATO 1907 ARRESTATO SETT. 1943 DEPORTATO MAUTHAUSEN ASSASSINATO 18.4.1945 SANKT KONRAD | Gioachino Niero (Bovolenta, 29 giugno 1907 - St. Pankraz, 18 aprile 1945), figlio di Gesù Romano e di Stella Brunello, fratello di Giuseppe Niero. Tenente degli alpini richiamato alle armi nel febbraio 1943, inviato nei Balcani. In convalescenza a Bovolenta, in occasione di un'assemblea pubblica nel settembre 1943, manifesta la sua contrarietà all’arruolamento dei giovani nella Repubblica di Salò; come conseguenza è prelevato dai fascisti dalla sua casa ed incarcerato a Padova, quindi trasferito a campo di Fossoli a cui segue la deportazione nel Reich con destinazione campo di concentramento di Mauthausen. Muore il 16 aprile a St. Konrad, in un campo di concentramento satellite di Mauthausen. |
| 21 gennaio 2018   | Piazza Accademia dei Concordi, 24 45°16′13.31″N 11°56′09.51″E |                   | QUI ABITAVA GIUSEPPE NIERO NATO 1911 UCCISO 16.3.1945 SANT'ANGELO DI PIOVE DI SACCO                                | Giuseppe Niero (Bovolenta, 2 febbraio 1911 - Sant'Angelo di Piove di Sacco, 16 marzo 1945), figlio di Gesù Romano e di Stella Brunello, fratello di Gioachino Niero. Accusato di offrire ospitalità a soldati inglesi, rimproverato di non aver conferito il raccolto del grano all’ammasso come imponeva il regime, è convocato in caserma a Sant’Angelo di Piove. Interrogato dai militi delle Brigate nere nega le accuse, ma rimane ucciso da alcuni colpi di arma da fuoco. Tra i militi, che lo uccisero, ci fu anche Ulderico Sadocco. |

### Padova
La città di Padova accoglie 38 pietre d'inciampo, la prima delle quali è stata collocata il 13 gennaio 2015.
| Pietra d'inciampo | Pietra d'inciampo                                                | Pietra d'inciampo | Pietra d'inciampo | Note biografiche |
| Data di posa      | Luogo di posa                                                    | Stolpersteine     | Incisione | Note biografiche |
| ----------------- | ---------------------------------------------------------------- | ----------------- | --- | --- |
| 13 gennaio 2015   | Via Petrarca, 15 45°24′45.14″N 11°52′24.99″E                     |                   | QUI ABITAVA MARIO FOÀ NATO 1896 ARRESTATO 25.11.1943 DEPORTATO AUSCHWITZ ASSASSINATO                                     | Mario Foà (Padova, 9 luglio 1896 - ???, ???), figlio di Vittorio e Rosina Sara Angeli, rappresentante di tessuti, coniugato con Giulia Formiggini. Dopo l'8 settembre ‘43, iniziata l'occupazione tedesca, i Foà cercarono di fuggire in Svizzera, ma il 25 novembre furono catturati dalla Milizia confinaria. Vennero detenuti nel carcere di Como e poi in quello di Milano. Tutta la famiglia fu deportata il 6 dicembre 1943 ad Auschwitz con il convoglio n. 5. Mario morì dopo il 17 aprile 1944, anch’egli in luogo ignoto. |
| 13 gennaio 2015   | Via Petrarca, 15 45°24′45.14″N 11°52′24.99″E                     |                   | QUI ABITAVA GIULIA FORMIGGINI FOÀ NATA 1904 ARRESTATA 25.11.1943 DEPORTATA AUSCHWITZ MORTA DURANTE IL TRASPORTO          | Giulia Formiggini Foà (Padova, 20 maggio 1904 - ???, dicembre 1944), figlia di Anselmo Formiggini e Ines Liscia, coniugata con Mario Foà. Dopo l'8 settembre '43, iniziata l'occupazione tedesca, i Foà cercarono di fuggire in Svizzera, ma il 25 novembre furono catturati dalla Milizia confinaria. Vennero detenuti nel carcere di Como e poi in quello di Milano. Tutta la famiglia fu deportata il 6 dicembre 1943 ad Auschwitz con il convoglio n. 5. Giulia morì durante il trasporto. |
| 13 gennaio 2015   | Via Petrarca, 15 45°24′45.14″N 11°52′24.99″E                     |                   | QUI ABITAVA GIORGIO AMOS FOÀ NATO 1927 ARRESTATO 25.11.1943 DEPORTATO AUSCHWITZ ASSASSINATO                              | Giorgio Amos Foà (Padova, 13 febbraio 1927 - ???, 28 gennaio 1944), figlio di Mario e Giulia Formiggini. Dopo l'8 settembre ‘43, iniziata l'occupazione tedesca, i Foà cercarono di fuggire in Svizzera, ma il 25 novembre furono catturati dalla Milizia confinaria. Vennero detenuti nel carcere di Como e poi in quello di Milano. Tutta la famiglia fu deportata il 6 dicembre 1943 ad Auschwitz con il convoglio n. 5. Giorgio, il figlio maggiore di 16 anni, studente liceale, muore il 28 gennaio 1944 in luogo ignoto. |
| 13 gennaio 2015   | Via Petrarca, 15 45°24′45.14″N 11°52′24.99″E                     |                   | QUI ABITAVA GIANCARLO FOÀ NATO 1930 ARRESTATO 25.11.1943 DEPORTATO AUSCHWITZ ASSASSINATO                                 | Giancarlo Foà (padova, 28 marzo 1930 - ???, ???), figlio di Mario e Giulia Formiggini. Dopo l'8 settembre ‘43, iniziata l'occupazione tedesca, i Foà cercarono di fuggire in Svizzera, ma il 25 novembre furono catturati dalla Milizia confinaria. Vennero detenuti nel carcere di Como e poi in quello di Milano. Tutta la famiglia fu deportata il 6 dicembre 1943 ad Auschwitz con il convoglio n. 5. Di Giancarlo, 13 anni, non si conoscono il luogo e le circostanze della morte. |
| 13 gennaio 2015   | Via Petrarca, 15 45°24′45.14″N 11°52′24.99″E                     |                   | QUI ABITAVA VITTORIO ENZO FOÀ NATO 1934 ARRESTATO 25.11.1943 DEPORTATO AUSCHWITZ ASSASSINATO 11.12.1943                  | Vittorio Enzo Foà (Padova, 5 febbraio 1934 - Auschwitz, 11 dicembre 1944), figlio di Mario e Giulia Formiggini. Dopo l'8 settembre ‘43, iniziata l'occupazione tedesca, i Foà cercarono di fuggire in Svizzera, ma il 25 novembre furono catturati dalla Milizia confinaria. Vennero detenuti nel carcere di Como e poi in quello di Milano. Tutta la famiglia fu deportata il 6 dicembre 1943 ad Auschwitz con il convoglio n. 5. Vittorio, di 9 anni, è assassinato all'arrivo al campo l'11 dicembre. |
| 13 gennaio 2015   | Via Roma, 48 45°24′19.42″N 11°52′34.49″E                         |                   | QUI ABITAVA ADA ANCONA GESESS NATA 1896 ARRESTATA 16.12.1943 DEPORTATA AUSCHWITZ ASSASSINATA 3.8.1944                    | Ada Ancona Gesess (Trieste, 3 agosto 1896 - Auschwitz, 3 agosto 1944), figlia di Felice e di Elisa Vita, coniugata con Elia Gesess. La coppia aveva due figlie, Elisa e Sara. Elia, Ada e la piccola Sara, tentano la fuga in Svizzera, ma furono arrestati il 16 dicembre 1943 a Tirano, detenuti al carcere di Sondrio e trasferiti prima al campo di concentramento di Vo' Vecchio e poi alla Risiera di San Sabba a Trieste. Infine, il 31 luglio 1944, deportati ad campo di concentramento di Auschwitz con il convoglio n. 33T. Lì Ada e la figlia furono assassinate il 3 agosto 1944 in una camera a gas. L'unica della famiglia che sopravvisse alla Shoah fu Elisa. Quando i suoi genitori e la sorellina tentarono la fuga, Elisa era incinta. Si nascose con il marito e il figlio nella zona del Monte Grappa. Morì il 28 agosto 2005. |
| 13 gennaio 2015   | Via Roma, 48 45°24′19.42″N 11°52′34.49″E                         |                   | QUI ABITAVA ELIA GESESS NATO 1898 ARRESTATO 16.12.1943 DEPORTATO AUSCHWITZ ASSASSINATO 15.2.1945 DACHAU                  | Elia Gesess (Odessa, 6 ottobre 1898 - Dachau, 15 febbraio 1945), figlio di Simeone e Fanny Grangischj, coniugato con Ada Ancona. Fuggito dalla rivoluzione bolscevica del 1917, dapprima si stabilì a Udine, poi a Padova. Coniugato con Ada Ancona, due figlie. Elia, la moglie e la figlia Sara, mentre tentavano la fuga in Svizzera, furono arrestati il 16 dicembre 1943 a Tirano, detenuti al carcere di Sondrio e trasferiti prima al campo di concentramento di Vo' Vecchio e poi alla Risiera di San Sabba a Trieste. Infine furono deportati il 31 luglio 1944 al campo di concentramento di Auschwitz con il convoglio n. 33T. Lì la famiglia fui separata. Immediatamente dopo l'arrivo moglie e figlia furono assassinate in una camera a gas. Elia invece fu scelto per lavori forzati. Trasferito in seguito al campo di concentramento di Dachau, vi fu assassinato il 15 febbraio 1945. |
| 13 gennaio 2015   | Via Roma, 48 45°24′19.42″N 11°52′34.49″E                         |                   | QUI ABITAVA SARA GESESS NATA 1937 ARRESTATA 16.12.1943 DEPORTATA AUSCHWITZ ASSASSINATA 3.8.1944                          | Sara Gesess (Padova, 17 marzo 1937 - Auschwitz, 3 agosto 1944), figlia di Elia ed Ada Ancona, una sorella maggiore, Elisa. Mentre la sorella, suo marito e loro figli si nascondevano nelle montagne, Elia, sua moglie e la piccola Sara tentavano la fuga in Svizzera. Tuttavia, furono arrestati il 16 dicembre 1943 a Tirano, detenuti al carcere di Sondrio e trasferiti prima al campo di concentramento di Vo' Vecchio e poi alla Risiera di San Sabba a Trieste. Grazie alla madre, la fanciulla riuscì di sfuggire ai tedeschi per due volte, a Vò e a Padova. Però fu ogni volta ripresa. È deportata insieme ai genitori il 31 luglio 1944 al campo di concentramento di Auschwitz con il convoglio n. 33T. Lì fu assassinata il 3 agosto 1944 insieme alla madre in una camera a gas. |
| 19 gennaio 2016   | Via Roma, 30 45°24′21.94″N 11°52′30.38″E                         |                   | QUI ABITAVA MARCELLO LEVI MINZI NATO 1894 ARRESTATO 4.2.1944 DEPORTATO AUSCHWITZ ASSASSINATO 3.8.1944                    | Marcello Levi Minzi (Padova, 7 luglio 1894 - Auschwitz, 3 agosto 1944), figlio di Giuseppe e Clotilde Levi, coniugato con Elena Nora, due figli. Condusse un negozio di mobili. Antifascista già dal 1926, dopo le leggi razziali fasciste del 1938 la moglie ed i figli si spostavano a Milano, dove i figli poterono continuare gli studi nella scuola ebraica della città. Marcello rimase a Padova, nascosto da una famiglia. Scoperto, fu arrestato il 4 febbraio 1944, internato prima al campo di concentramento di Vo' Vecchio, il 28 luglio 1944 fu prelevato dall'ospedale di Padova dov'era ricoverato e deportato alla Risiera di San Sabba a Trieste, infine il 31 luglio 1944 è deportato nel Reich destinato al campo di concentramento di Auschwitz. Il 3 agosto 1944 venne assassinato al suo arrivo al campo. |
| 19 gennaio 2016   | Via San Martino e Solferino, 9 45°16′13.31″N 11°56′09.51″E       |                   | QUI ABITAVA GEMMA BASSANI NATA 1911 ARRESTATA 16.12.1943 DEPORTATA AUSCHWITZ ASSASSINATA                                 | Gemma Bassani (Chioggia, 22 marzo 1911 - Auschwitz, ???) figlia di Filiberto e Alba Sinigallia, un fratello. Divenne presto orfana e in seguito visse con il fratello. Si laureò in lettere all'Università di Padova. Divenne insegnante come il fratello. Dopo le leggi razziali fasciste del 1938, espulsi entrambi dalle scuole pubbliche, continuarono a insegnare in scuole ebraiche. Gemma anche dava lezioni private di musica a Venezia per poter sopravvivere. Si sposava segretamente con un non-ebreo. Fu arrestata il 16 dicembre 1943 a Roma e poi internata al campo di concentramento di Vo' Vecchio. Venne deportata al Risiera di San Sabba a Trieste ed al 31 luglio 1944 al campo di concentramento di Auschwitz. Arrivò ad Auschwitz il 3 di agosto 1944. Assassinata in data ignota. |
| 19 gennaio 2016   | Via San Martino e Solferino, 9 45°16′13.31″N 11°56′09.51″E       |                   | QUI ABITAVA EUGENIO COEN SACERDOTI NATO 1880 ARRESTATO 10.5.1944 DEPORTATO AUSCHWITZ ASSASSINATO 3.8.1944                | Eugenio Coen Sacerdoti (Venezia, 2 marzo 1880 - Auschwitz, 3 agosto 1944), figlio di Marco e Anna Fiandra. Fu un allievo di Pietro Mascagni al Conservatorio di Pesaro. Professore di musica, uomo "di raffinata cultura", coniugato con Amalia Dina. Nel 1936 diventò il rabbino di Padova. Dopo l'inasprirsi delle persecuzioni antiebraiche si nascosero in una casa di campagna. Il 10 maggio 1944 furono arrestati ed internati al campo di concentramento di Vo' Vecchio. Seguiva l'internamento alla Risiera di San Sabba ed il 31 luglio 1944 la deportazione al campo di concentramento di Auschwitz. Furono assassinati tutte e due immediatamente dopo l'arrivo nella notte dal 3 al 4 agosto 1944. |
| 19 gennaio 2016   | Via San Martino e Solferino, 9 45°16′13.31″N 11°56′09.51″E       |                   | QUI ABITAVA AMALIA DINA COEN SACERDOTI NATA 1875 ARRESTATA 10.5.1944 DEPORTATA AUSCHWITZ ASSASSINATA 3.8.1944            | Amalia Dina Coen Sacerdoti (Carrara, 24 dicembre 1875 - Auschwitz, 3 agosto 1944), figlia di Achille e Elvira Dina, coniugata con Eugenio Coen Sacerdoti, rabbino di Padova dal 1936. Dopo la occupazione dell'Italia la coppia si nascondeva in una casa di campagna. Il 10 maggio 1944 furono arrestati ed internati al campo di concentramento di Vo' Vecchio. Seguiva l'internamento a Risiera di San Sabba e il 31 luglio 1944 la deportazione al campo di concentramento di Auschwitz. Furono assassinati tutte e due immediatamente dopo l'arrivo nella notte dal 3 al 4 agosto 1944. |
| 19 gennaio 2016   | Via San Martino e Solferino, 9 45°16′13.31″N 11°56′09.51″E       |                   | QUI ABITAVA OSCAR COEN NATO 1887 ARRESTATO 19.11.1943 DEPORTATO AUSCHWITZ ASSASSINATO 6.8.1944                           | Oscar Coen (Alessandria d'Egitto, 28 luglio 1887 - Auschwitz, 6 agosto 1944), figlio di Guglielmo e Ester Salamon. Vive per tanti anni nella sua città natale e poi in Francia. Nel 1936 si sposta a Padova. Fu arrestato il 19 novembre 1943, detenuto al carcere di Padova, poi al campo di concentramento di Vo' Vecchio, quindi deportato il 2 agosto 1944 al campo di concentramento di Auschwitz. Immediatamente dopo il suo arrivo, 6 agosto 1944, è assassinato in camera a gas. |
| 21 gennaio 2018   | Palazzo del Bo, via VIII Febbraio, 2 45°24′24.16″N 11°52′38.78″E |                   | QUI STUDIAVA GIORGIO ARANY NATO 1919 ARRESTATO 6.3.1944 DEPORTATO AUSCHWITZ ASSASSINATO                                  | Giorgio Arany (Győr, 1 dicembre 1919 - Auschwitz, ???), figlio di Desiderio e Caterina Goldberger. Nell'anno accademico 1937-38 s'immatricola alla facoltà di ingegneria dell'Università di Padova. Arrestato il 6 marzo 1944 a Trieste, detenuto prima alla Risiera di San Sabba di Trieste, l'11 giugno 1944 fu deportato al campo di concentramento di Auschwitz. Muore in data ignota. Il 6 maggio 1944 anche la madre fu arrestata a Trieste. Soffrì la stessa sorte. |
| 21 gennaio 2018   | Palazzo del Bo, via VIII Febbraio, 2 45°24′24.16″N 11°52′38.78″E |                   | QUI SI LAUREÒ NORA FINZI NATA 1909 ARRESTATA 4.12.1943 DEPORTATA AUSCHWITZ ASSASSINATA                                   | Nora Finzi (Trieste, 28 agosto 1919 - Auschwitz, ???), figlia di Vittorio e Jole Naschitz. Si diplomò nel 1937 al liceo classico Dante Alighieri di Trieste, allieva di Giani Stuparich. Nell'anno academico 1937-38 si iscrisse alla Facoltà di Lettere dell'Università di Padova e si laureò con una tesi in storia delle religioni nel giugno 1941. Tornata a Trieste fu arrestata insieme al padre il 4 dicembre 1943. Padre e figlia furono assassinati ad Auschwitz. Il padre dopo il trasporto del 7 dicembre 1943, la figlia dopo il trasporto del 6 gennaio 1944. |
| 21 gennaio 2018   | Palazzo del Bo, via VIII Febbraio, 2 45°24′24.16″N 11°52′38.78″E |                   | QUI INSEGNAVA ALBERTO GOLDBACHER NATO 1883 ARRESTATO 22.9.1944 DEPORTATO AUSCHWITZ ASSASSINATO 28.10.1944                | Alberto Goldbacher (Verona, 25 gennaio 1883 - Auschwitz, 28 ottobre 1944), figlio di Ignazio e Ulda Pardo, coniugato con Aurora Talillo, professore di Ingegneria all'Università di Padova per un lungo periodo. Privato dell'insegnamento in istituzioni pubbliche a seguito delle Leggi razziali fasciste del 1938, insieme a Augusto Levi organizzava una scuola media e superiore per la comunità ebraica di Padova. Il 3 dicembre 1943 fu arrestato e internato al campo di concentramento di Vo' Vecchio; rilasciato dopo otto giorni in quanto contraente di "matrimonio misto", il 22 settembre 1944 è nuovamente arrestato a Piove di Sacco. Detenuto prima nel carcere di Padova, poi a Verona, quindi campo di transito di Bolzano. Venne deportato ad Auschwitz il 24 ottobre 1944 con il convoglio n. 18 e assassinato nelle camere a gas il 28 ottobre 1944, immediatamente dopo l'arrivo. |
| 21 gennaio 2018   | Palazzo del Bo, via VIII Febbraio, 2 45°24′24.16″N 11°52′38.78″E |                   | QUI STUDIAVA GIUSEPPE KROÒ NATO 1919 ARRESTATO 27.4.1944 DEPORTATO AUSCHWITZ ASSASSINATO                                 | Giuseppe Kroò (Budapest, 29 ottobre 1919 - Auschwitz, 31 marzo 1945), figlio di Luigi e Nelly Vamos, un fratello minore: Alessandro. Si è diplomato al liceo scientifico di Fiume e poi, nell'anno accademico 1937-38, si inscrisse alla Facoltà di Ingegneria dell'Università di Padova. Fu arrestato insieme al padre e al fratello il 27 marzo 1944 a Fiume. I tre furono internati al carcere di Trieste e poi il 27 aprile 1944 deportati al campo di concentramento di Auschwitz dove furono assassinati entrambi: Giuseppe il 31 marzo 1945, il padre il 27 ottobre 1944. Anche la madre Nelly, il 28 aprile 1944, fu arrestata e deportata al campo di concentramento di Bergen-Belsen. Sopravvisse alla Shoah, così come Alessandro. |
| 21 gennaio 2018   | Palazzo del Bo, via VIII Febbraio, 2 45°24′24.16″N 11°52′38.78″E |                   | QUI INSEGNAVA AUGUSTO LEVI NATO 1884 ARRESTATO 27.1.1944 DEPORTATO AUSCHWITZ ASSASSINATO 3.8.1944                        | Augusto Levi (Padova, 31 luglio 1884 - Auschwitz, 3 ottobre 1944), figlio di Guglielmo e Marianna Padova. Insignito Cavaliere della Corona d'Italia nella Grande Guerra. Laureatosi in Fisica, insegnò alla facoltà di Medicina dell'Università di Padova. Coniugato con Giovanna D'Italia, nominato capo d'Istituto del Regio istituto magistrale di Venezia, in seguito all'emanazione delle Leggi razziali fasciste del 1938 viene privato del ruolo di docente. Insieme a Alberto Goldbacher organizza una scuola per la comunità ebraica di Padova. Il 27 gennaio 1944 Augusto, sua moglie e la figlia furono catturati dai fascisti ed internati al campo di concentramento di Vo' Vecchio. Da lì trasferiti al carcere di Padova e infine alla Risiera di San Sabba a Trieste. Il 31 luglio 1944 furano deportati al campo di concentramento di Auschwitz con il convoglio nr. 33T. Augusto e la moglie sono assassinati, inviati alla camera a gas, il 3 ottobre 1944. La figlia Alvise muore il 19 dicembre 1944 al campo di concentramento di Dachau.                                                                                    |
| 21 gennaio 2018   | Palazzo del Bo, via VIII Febbraio, 2 45°24′24.16″N 11°52′38.78″E |                   | QUI STUDIAVA PAOLO TOLENTINO NATO 1917 ARRESTATO 3.2.1944 DEPORTATO AUSCHWITZ ASSASSINATO                                | Paolo Tolentino (Graz, 19 febbraio 1917 - Auschwitz, ???), figlio di Giuseppe e Anna Flora Polacca. Nell'anno accademico 1935-36 s'immatricola alla facoltà di lettere dell'Università di Padova. Nel 1938 chiede il trasferimento all'Università di Roma perché la famiglia si era trasferita. Fu arrestato il 3 febbraio 1944. Deportato a Verona, successivamente fu trasferito al campo di transito di Fossoli e infine il 26 giugno 1944 al campo di concentramento di Auschwitz dove arriva il 30 di giugno. Muore in data ignota. |
| 24 gennaio 2019   | via Damiano Chiesa, 4 45°24′20.46″N 11°52′58.5″E                 |                   | QUI ABITAVA EVA DUCCI NATA 1922 ARRESTATA 11.2.1944 DEPORTATA AUSCHWITZ ASSASSINATA LUGLIO 1944                          | Eva Ducci (Abbazia, 26 dicembre 1922 - Auschwitz, 30 giugno 1944), figlia di Rodolfo e Luisa Hoffmann, un fratello maggiore, Teodoro. L'11 febbraio 1944 fu arrestata a Firenze insieme ai genitori e al fratello. Tutti e quattro vennero detenuti prima al carcere di Firenze e poi al campo di Fossoli. Furono deportati al campo di concentramento di Auschwitz con il convoglio n. 9, partendo da Fossoli il 5 aprile 1944 e arrivando il 10 aprile ad Auschwitz. Lì i genitori furono assassinati immediatamente dopo l'arrivo. Eva fu assassinata il 30 giugno 1944. |
| 24 gennaio 2019   | via Damiano Chiesa, 4 45°24′20.46″N 11°52′58.5″E                 |                   | QUI ABITAVA LUISA HOFFMANN DUCCI NATA 1889 ARRESTATA 11.2.1944 DEPORTATA AUSCHWITZ ASSASSINATA 10.4.1944                 | Luisa Hoffmann Ducci (Székesfehérvár, 15 dicembre 1889 - Auschwitz, 10 aprile 1944), figlia di Carlo e Giuseppina Gruenwald, Coniugata con Rodolfo Ducci, due figli, Teodoro e Eva. L'11 febbraio 1944 fu arrestata a Firenze insieme al marito e ai figli. Tutti e quattro vennero detenuti prima al carcere di Firenze e poi al campo di Fossoli. Furono deportati al campo di concentramento di Auschwitz con il convoglio n. 9, partendo da Fossoli il 5 aprile 1944 e arrivando il 10 aprile ad Auschwitz. Lì, Luisa e suo marito furono assassinati immediatamente dopo l'arrivo. |
| 24 gennaio 2019   | via Damiano Chiesa, 4 45°24′20.46″N 11°52′58.5″E                 |                   | QUI ABITAVA RODOLFO DUCCI NATO 1887 ARRESTATO 11.2.1944 DEPORTATO AUSCHWITZ ASSASSINATO 10.4.1944                        | Rodolfo Ducci (Budapest, 9 marzo 1887 - Auschwitz, 10 aprile 1944), figlio di Carlo e Fanny Stein, coniugato con Luisa Hoffman, due figli, Teodoro e Eva. L'11 febbraio 1944 fu arrestato a Firenze insieme alla moglie e ai figli. Tutti e quattro vennero detenuti prima al carcere di Firenze e poi al campo di Fossoli. Furono deportati al campo di concentramento di Auschwitz con il convoglio n. 9, partendo da Fossoli il 5 aprile 1944 e arrivando il 10 aprile ad Auschwitz. Lì Rodolfo e sua moglie furono assassinati immediatamente dopo l'arrivo. |
| 24 gennaio 2019   | via Damiano Chiesa, 4 45°24′20.46″N 11°52′58.5″E                 |                   | QUI ABITAVA TEO DUCCI NATO 1913 ARRESTATO 11.2.1944 DEPORTATO AUSCHWITZ MAUTHAUSEN LIBERATO                              | Teodoro Ducci (Budapest, 12 agosto 1913 - ???, 12 novembre 2002), figlio di Rodolfo e Luisa Hoffmann, una sorella minore, Eva. Studiò scienze politiche presso l'Università Cà Foscari di Venezia. Per tutti gli anni '30 svolse attività di traduttore per l'Università di Padova e per la casa editrice Baldini & Castoldi di Milano. Si laureò nel novembre 1939. Nel febbraio del 1944 fu arrestato a Firenze insieme ai genitori e alla sorella. Detenuti prima al carcere di Firenze e poi al campo di Fossoli. Furono deportati al campo di concentramento di Auschwitz con il convoglio n. 9, il 5 aprile 1944 e arrivando il 10 aprile ad Auschwitz. Lì i genitori furono assassinati immediatamente dopo l'arrivo. La sorella morì il 30 giugno. Teo fu trasferito a Mauthausen nel gennaio 1945. Liberato dagli americani nel maggio 1945. Nel dopoguerra divenne dirigente d'azienda. Parallelamente svolse un'intensa opera per la conservazione della memoria della Shoah. Scrisse libri e articoli e partecipò alle attività dell'Associazione nazionale ex deportati nei campi nazisti (ANED) di Milano. Morì il 12 novembre 2002. |
| 24 gennaio 2019   | via delle Piazze, 26 45°24′21.87″N 11°52′33.62″E                 |                   | IN PADUA ABITAVA GIUSEPPE PARENZO NATO 1886 ARRESTATO 29.7.1944 DEPORTATO AUSCHWITZ ASSASSINATO 3.8.1944                 | Giuseppe Parenzo (Padova, 12 dicembre 1886 - Auschwitz, 3 agosto 1944), figlio di Libero e Anita Praga, un fratello maggiore, Italo, già catturato nel dicembre 1943, Giuseppe fu arrestato a Padova al 29 luglio 1944. Duo giorni dopo, i due fratelli furono deportati nel campo di sterminio di Auschwitz, partendo il 31 luglio 1944 e arrivando il 3 agosto 1944. Non sono sopravvissuti alla Shoah. Furono assassinati tutte e due immediatamente dopo l'arrivo. |
| 24 gennaio 2019   | via delle Piazze, 26 45°24′21.87″N 11°52′33.62″E                 |                   | IN PADUA ABITAVA ITALO PARENZO NATO 1883 ARRESTATO DIC. 1943 DEPORTATO AUSCHWITZ ASSASSINATO 3.8.1944                    | Italo Parenzo (Rovigo, 26 agosto 1883 - Auschwitz, 3 agosto 1944), figlio di Libero e Anita Praga, un fratello minore, Giuseppe. Fu arrestato a Padova il 1 dicembre 1943 e detenuto al campo di concentramento di Vo' Vecchio. Fu trasferito alla Risiera di San Sabba a Trieste. Anche suo fratello fu catturato al 29 luglio 1944. Duo giorni dopo, i due fratelli furono deportati nel campo di sterminio di Auschwitz, partendo il 31 luglio 1944 e arrivando il 3 agosto 1944. Non sono sopravvissuti alla Shoah. Furono assassinati tutte e due immediatamente dopo l'arrivo. |
| 23 gennaio 2020   | Via Giovanni Prati, 7 45°24′21.38″N 11°52′29.22″E                |                   | QUI ABITAVA GIULIO ANCONA NATO 1872 ARRESTATO 30.7.1944 DEPORTATO AUSCHWITZ ASSASSINATO 6.8.1944                         | Giulio Ancona (Padova, 29 febbraio 1872 - Auschwitz, 6 agosto 1944), Giulio, tappezziere, coniugato con Ada Levi, quattro figli di cui solo la figlia Irma vive ancora con i genitori all'epoca dell'arresto del capofamiglia, 3 dicembre 1943. Il pomeriggio del giorno successivo anche le due donne sono arrestate e trasferite al Campo di Vo' come già Giulio. Il 17 luglio le due donne sono trasferite dai tedeschi nel carcere di Padova, poi alla Risiera di San Sabba ed il 31 luglio deportate ad Auschwitz dove sono raggiunte il 6 agosto da Giulio, assassinato il giorno stesso del suo arrivo. Nessuno della famiglia sopravvive alla Shoah. |
| 23 gennaio 2020   | Via Giovanni Prati, 7 45°24′21.38″N 11°52′29.22″E                |                   | QUI ABITAVA ADA LEVI NATA 1874 ARRESTATA 31.12.1943 DEPORTATA AUSCHWITZ ASSASSINATA 3.8.1944                             | Ada Levi Ancona (Padova, 19 aprile 1874 - Auschwitz, 3 agosto 1944), condivide la tragica sorte del coniuge Giulio Ancona e della figlia Irma. |
| 23 gennaio 2020   | Via Giovanni Prati, 7 45°24′21.38″N 11°52′29.22″E                |                   | QUI ABITAVA IRMA ANCONA NATA 1903 ARRESTATA 4.12.1943 DEPORTATA AUSCHWITZ ASSASSINATA 3.8.1944                           | Irma Ancona (Padova, 12 ottobre 1903 - Auschwitz, 3 agosto 1944), condivide la tragica sorte dei genitori Giulio e Ada Levi. Assassinata con la madre al loro arrivo al campo di Auschwitz, il 3 agosto 1944. |
| 21 gennaio 2021   | Via San Martino e Solferino, 30 45°24′21.99″N 11°52′30.38″E      |                   | QUI ABITAVA GUIDO USIGLI NATO 1873 ARRESTATO 30.7.1944 DEPORTATO AUSCHWITZ ASSASSINATO 6.8.1944                          | Guido Usigli (Padova, 8 luglio 1873 - Auschwitz, 6 agosto 1944), celibe, arrestato la prima volta nella sua abitazione nel pomeriggio del 4 dicembre 1943 ed internato nel campo di Vo’ il giorno successivo. Tornato in libertà sotto vigilanza, è arrestato nuovamente dalla polizia tedesca nella retata del 30 luglio 1944. Il campo di concentramento provinciale di Vo’ è stato chiuso il 17 luglio, e Guido Usigli è incarcerato a Verona e da lì, il 2 agosto 1944, é deportato ad Auschwitz sul convoglio n. 14. È ucciso all’arrivo, il 6 agosto 1944. |
| 21 gennaio 2021   | Via San Martino e Solferino, 13 45°24′20.61″N 11°52′32.69″E      |                   | QUI ABITAVA ESTER GIOVANNA COLOMBO NATA 1927 ARRESTATA 2.12.1943 DEPORTATA AUSCHWITZ ASSASSINATA                         | Ester Giovanna Colombo (Padova, 9 marzo 1927 - Auschwitz, ???) figlia di Ferruccio e Maria Boaretto di razza "mista", Ester Giovanna potrebbe essere lei stessa considerata di razza "mista", ma non essendo sposati i genitori e cresciuta secondo la religione ebraica, non può avvalersi delle dispense previste. Dopo essere vissuta per qualche tempo a Venezia, è arrestata con una zia il 2 dicembre 1943 a Olgiate Comasco, forse in un tentativo di fuga in Svizzera. Viene internata nel campo di Fossoli, da dove, rivolgendosi al Ministero dell’Interno tenta di far valere la sua “arianità ex madre” che però non le viene riconosciuta e non la salva dalla deportazione ad Auschwitz. Il 22 febbraio è sullo stesso treno di Primo Levi con la stessa destinazione. Non sopravvive alla Shoah. |
| 21 gennaio 2021   | Via delle Piazze, 28 45°24′21.72″N 11°52′33.06″E                 |                   | A PADOVA ABITAVA CELINA TRIESTE NATA 1908 ARRESTATA 6.10.1944 INTERNATA RISIERA DI SAN SABBA ASSASSINATA OTT. 1944       | Celina Trieste (Padova, 11 agosto 1912 - Risiera di San Sabba, ottobre 1944), vive con il padre Moisè Eugenio, anziano e infermo. La loro casa diventa, dal 1938, punto di riferimento per gli studenti della scuola ebraica, che lì si trovano per i doposcuola organizzati da Celina. Donna colta e attiva, negli anni del liceo è stata compagna di classe di Mario Todesco, divenuto poi professore dello stesso liceo, ucciso dai fascisti nel luglio del 1944, medaglia d’oro al valore civile della Resistenza. Celina si laurea nel 1932 in Lettere all’Università di Padova. Nell’ottobre del 1943, quando tutti gli ebrei sono costretti alla fuga o alla ricerca di un nascondiglio, Celina trova rifugio prima presso l’ospedale psichiatrico di Padova, e poi in quello di S. Clemente a Venezia. Da lì il 6 ottobre è prelevata dai tedeschi e portata a Trieste, alla Risiera di San Sabba. Lì, dichiarandosi non in grado di sopportare il viaggio di deportazione, è uccisa alla fine di ottobre. |
| 21 gennaio 2021   | Piazza del Santo 45.40091° N, 11.87976° E                        |                   | A PADOVA ABITAVA P.PLACIDO CORTESE NATO 1907 ARRESTATO 6.10.1944 INCARCERATO TRIESTE SEDE GESTAPO ASSASSINATO 15.11.1944 | Nicolò Cortese (Cherso, 7 marzo 1907 - Trieste, 15 novembre 1944), Nicolò professa i voti perpetui come Fra Placido nel 1928. Nel 1937 è a Padova. Qui dirige “Il Messaggero di Sant’Antonio” e dal 1942 assiste i prigionieri di guerra sloveni e croati, internati nel campo di concentramento alla periferia di Padova. Dopo l'armistizio dell'8 settembre 1943, Padre Cortese diventa un importante punto di riferimento della rete partigiana clandestina impegnata a portare in salvo in Svizzera persone ricercate dai nazifascisti. Padre Placido fornisce gli indumenti e il denaro necessari a produrre i documenti d’identità contraffatti, usando le foto portate dai fedeli presso la tomba di Sant’Antonio. Fino a quando le SS, in seguito a delazione, lo arrestano e lo portano nella sede della Gestapo a Trieste. Muore per le torture subite, verso la metà di novembre del 1944. Il suo corpo viene probabilmente bruciato nel forno del crematorio della Risiera di San Sabba. |
| 27 gennaio 2022   | Palazzo del Bo, via VIII Febbraio, 2                             |                   | QUI STUDIAVA DESIDERIO MILCH NATO 1923 ARRESTATO 20.3.1944 DEPORTATO AUSCHWITZ ASSASSINATO                               | Desiderio Milch (Fiume, 11 agosto 1912 - Auschwitz, ???), nacque a Fiume da una famiglia mista, e studiò lettere a Padova; con il padre, venne arrestato a Fiume dalle SS, ed entrambi vennero avviati ad Auschwitz dove furono uccisi in data ignota. |
| 27 gennaio 2022   | Via dei Fabbri, 3 45°24′22.83″N 11°52′32.06″E                    |                   | QUI ABITAVA PAOLO SHAUL LEVI NATO 1904 ARRESTATO 6.12.1943 DEPORTATO AUSCHWITZ ASSASSINATO                               | Paolo Levi (Padova, 9 gennaio 1904 - Auschwitz, ???), figlio di Cesare e Noemi Levi. Laureato in Giurisprudenza nel 1926, omosessuale, ma per tale motivo non è mai stato perseguito dal fascismo. Nel 1940 è internato nel campo per "ebrei pericolosi" di Gioia del Colle. Arrestato perché contrario all'entrata in guerra dell'Italia passa al campo di Isola del Gran Sasso. Liberato dopo la caduta di Mussolini nel 1943, torna in Veneto. Il 5 dicembre dello stesso anno, dopo la nascita della RSI, viene arrestato a Chioggia, detenuto a Venezia, portato poi nel campo di raccolta di Fossoli il 31 dicembre. Durante questi anni di reclusione, usa le sue conoscenze legali per aiutare gli altri detenuti. Il 22 febbraio 1944 con lo stesso convoglio di Primo Levi èdeportato nel Reich insieme a 650 prigionieri, destinati ad Auschwitz, al suo arrivo al campo, il 26 febbraio è assassinato in camera a gas.. |
| 27 gennaio 2025   | Via Calatafimi, 4 45°24′37.28″N 11°52′31.46″E                    |                   | QUI ABITAVA EMMA OREFICE NATA 1884 ARRESTATA 4.1.1944 DEPORTATA AUSCHWITZ ASSASSINATA 3.8.1944                           | Emma Orefice (Padova, 20 dicembre 1884 - Auschwitz, 3 agosto 1944), figlia del compositore Vittorio e Grazia Abolaffio. Pittrice, è arrestata a Padova in quanto ebrea, internata nel campo di Vo'Vecchio, quindi Risiera di San Sabba prima della deportazione nel Terzo Reich con destinazione Auschwitz. Assassinata al suo arrivo al campo il 3 agosto 1944. |
| 27 gennaio 2025   | Via Barbarigo, 23 45°24′17.66″N 11°52′21.13″E                    |                   | QUI ABITAVA GIULIA GEMELLI NATA 1868 ARRESTATA 30.7.1944 DEPORTATA AUSCHWITZ ASSASSINATA 6.8.1944                        | Giulia Gemelli (Venezia, 29 agosto 1868 - Auschwitz, 6 agosto 1944), figlia di Ignazio e Ernesta Della Torre. Arrestata, deportata nel Terzo Reich, assassinata al suo arrivo al campo di Auschwitz il 6 agosto 1944.. |
| 27 gennaio 2025   | Via dell'Arco, 6 45°24′20.53″N 11°52′31.29″E                     |                   | QUI ABITAVA SAMUELE HELLER NATO 1886 ARRESTATO 8.12.1943 DEPORTATO AUSCHWITZ ASSASSINATO 3.8.1944                        | Samuele Heller (Roma, 3 dicembre 1886 - Auschwitz, 3 agosto 1944), figlio di Guglielmo, coniugato con Teresa Supino. Arrestato ad Adria insieme alla moglie, entrambi internati nel campo di Vo'Vecchio, quindi Risiera di San Sabba prima della deportazione nel Terzo Reich con destinazione Auschwitz. Assassinati entrambi al loro arrivo al campo il 3 agosto 1944.. |
| 27 gennaio 2025   | Via dell'Arco, 6 45°24′20.53″N 11°52′31.29″E                     |                   | QUI ABITAVA TERESA SUPINO HELLER NATA 1890 ARRESTATA 8.12.1943 DEPORTATA AUSCHWITZ ASSASSINATA 3.8.1944                  | Teresa Supino Heller (Roma, 9 aprile 1890 - Auschwitz, 3.8.1944), figlia di Leone e Fortuna Di Veroli, coniugata con Samuele Heller, condivide la tragica sorte del coniuge. Non sopravvive alla Shoah. |

### San Pietro in Gu
| Pietra d'inciampo | Pietra d'inciampo                                                                | Pietra d'inciampo | Pietra d'inciampo                                                                                           | Note biografiche |
| Data di posa      | Luogo di posa                                                                    | Stolpersteine     | Incisione                                                                                                   | Note biografiche |
| ----------------- | -------------------------------------------------------------------------------- | ----------------- | --- | --- |
| 20 aprile 2024    | Piazza Giacomo Prandina davanti campanile della chiesa 45°36′48.8″N 11°40′12.2″E |                   | QUI ABITAVA GIACOMO PRANDINA NATO 1917 ARRESTATO 31.10.1944 DEPORTATO 1945 MAUTHAUSEN ASSASSINATO 13.3.1945 | Giacomo Prandina (San Pietro in Gu, 25 luglio 1917 - Gusen, 13 marzo 1945 nel 1917, ingegnere elettronico, partigiano, figlio di Opprendino e Adelaide Lovato, umile famiglia contadina, ultimo di dieci fratelli, fervente cattolico attivo nell'Azione cattolica. Dopo l'armistizio dell'8 settembre 1943, dal comando territoriale di Padova entra in clandestinità. Organizzatore delle prime formazioni partigiane del vicentino e alto padovano, partecipa con coraggio a numerose azioni di guerriglia, sostiene i civili con la propria fede motivando i giovani alla causa resistenziale. Commissario politico della Divisione partigiana "Vicenza" quando è catturato dai tedeschi il 31 ottobre 1944. Detenuto a Vicenza, torturato ferocemente, trasferito a Bolzano quindi deportato nel Reich con destinazione Mauthausen. Muore a Gusen il 13 marzo 1945. Medaglia d'oro al valor militare. |

## Provincia di Rovigo

### Costa di Rovigo
Il comune di Costa di Rovigo accoglie ufficialmente 6 pietre d'inciampo, sono state collocate il 19 gennaio 2016.
| Pietra d'inciampo | Pietra d'inciampo                                | Pietra d'inciampo | Pietra d'inciampo | Note biografiche |
| Data di posa      | Luogo di posa                                    | Stolpersteine     | Incisione | Note biografiche |
| ----------------- | ------------------------------------------------ | ----------------- | --- | --- |
| 19 gennaio 2016   | Via G. Matteotti, 42 45°02′51.81″N 11°41′34.86″E |                   | QUI ABITAVA HAIM LEIB BUCHASTER NATO 1877 FUGGITO 1939 DALLA LEIPZIG, GERMANIA ARRESTATO 1944 ASSASSINATO                                           | Haim Leib Buchaster, nacque il 20 settembre 1877 a Bochnia (Polonia), da Jakob Buchaster. Professione: commerciante. |
| 19 gennaio 2016   | Via G. Matteotti, 42 45°02′51.81″N 11°41′34.86″E |                   | QUI ABITAVA FEIGE BUCHASTER NATA HASENLAUF NATA 1880 FUGGITA 1939 DALLA LEIPZIG, GERMANIA ARRESTATA 3.12.1943 DEPORTATA 1944 AUSCHWITZ ASSASSINATA  | Feigel Hasenlauf Buchaster, nacque il 15 marzo 1880 a Bochnia (Polonia), da Elias Hasenlauf. |
| 19 gennaio 2016   | Via G. Matteotti, 42 45°02′51.81″N 11°41′34.86″E |                   | QUI ABITAVA JAKOB BUCHASTER NATO 1907 LEIPZIG, GERMANIA FUGGITO 1939 ARRESTATO 3.12.1943 DEPORTATO 1944 AUSCHWITZ ASSASSINATO                       | Jakob Buchaster, nacque il 13 ottobre 1900 a Lipsia (Germania), da Haim Leib Buchaster e Feigel Hasenlauf. Professione: commerciante. |
| 19 gennaio 2016   | Via G. Matteotti, 42 45°02′51.81″N 11°41′34.86″E |                   | QUI ABITAVA PAULA BUCHASTER NATA FALEK NATA 1912 LEIPZIG, GERMANIA FUGGITA 1939 ARRESTATA 3.12.1943 DEPORTATA 1944 AUSCHWITZ BERGEN-BELSEN LIBERATA | Paula Falek Buchaster, nacque il 26 luglio 1912 a Dresda (Germania), da Pinchas e Eitel Liser. Liberata a Bergen Belsen, nel 1947 si trasferisce a New York, sposa in seconde nozze Hermann Speier e dalla loro unione nasce la figlia Sandy. Muore a New York nel 1994. |
| 19 gennaio 2016   | Via G. Matteotti, 42 45°02′51.81″N 11°41′34.86″E |                   | QUI ABITAVA MANFRED BUCHASTER NATO 1938 LEIPZIG, GERMANIA FUGGITO 1939 ARRESTATO LUGLIO 1944 DESTINO IGNOTO                                         | Manfred Buchaster, nacque il 13 settembre 1938 a Lipsia (Germania), da Jakob Buchaster e Paula Falek. |
| 19 gennaio 2016   | Via Umberto 1°, 110 45°02′53.34″N 11°41′36.53″E  |                   | QUI ABITAVA CARL GRUEN NATO 1894 FUGGITO 1941 DALLA JUGOSLAVIA ARRESTATO 1944 ASSASSINATO                                                           | Carl Gruen, nacque il 19 dicembre 1894 a Vienna, da Bertoldo ed Erminia Kaiser. Professione: ingegnere. |

### Fiesso Umbertiano
Il comune di Fiesso Umbertiano ospita tre pietre d'inciampo in memoria della famiglia Schloss, ivi residente in regime di“internamento libero”.
| Pietra d'inciampo | Pietra d'inciampo                                                               | Pietra d'inciampo | Pietra d'inciampo                                                                                              | Note biografiche |
| Data di posa      | Luogo di posa                                                                   | Stolpersteine     | Incisione | Note biografiche |
| ----------------- | ------------------------------------------------------------------------------- | ----------------- | --- | --- |
| 29 gennaio 2025   | Via Giuseppe Verdi, 478 davanti ingresso Biblioteca 44°57′43.51″N 11°36′09.38″E |                   | A FIESSO UMBERTIANO ABITAVA HERMAN SCHLOSS NATO 1884 ARRESTATO 26.6.1944 DEPORTATO AUSCHWITZ ASSASSINATO       | Herman Schloss (Norimberga, 19 agosto 1884 - Auschwitz, 30 giugno 1944), figlio di Bernhard e Theresa Hirschberg, coniugato con Lilli Sander, genitore di Werner Schloss. Arrestato il 30 novembre 1943 con la famiglia a Fiesso Umbertiano, dove risiedeva in regime di "internamento libero”, dal carcere di Rovigo sono internati a Fossoli da dove, il 26 giugno sono deportati nel Reich con destinazione Auschwitz. Herman è assassinato al suo arrivo al campo il 30 giugno 1944. |
| 29 gennaio 2025   | Via Giuseppe Verdi, 478 davanti ingresso Biblioteca 44°57′43.51″N 11°36′09.38″E |                   | A FIESSO UMBERTIANO ABITAVA LILLY BABETTE SANDER NATA 1892 ARRESTATA 26.6.1944 DEPORTATA AUSCHWITZ ASSASSINATA | Lilli Babette Sander (Augusta, 13 marzo 1892 - Auschwitz, 30 giugno 1944), figlia di Alfred e Emma Kahn, coniugata con Hermann Schloss, genitore di Werner Schloss. Condivide il tragico destino della sua famiglia: all'arresto segue l'internamento a Fossoli prima della deportazione nel Reich con destinazione Auschwitz. Presumibilmente assassinata all'arrivo al campo, 30 giugno 1944.                                                                                          |
| 29 gennaio 2025   | Via Giuseppe Verdi, 478 davanti ingresso Biblioteca 44°57′43.51″N 11°36′09.38″E |                   | A FIESSO UMBERTIANO ABITAVA HANS WERNER SCHLOSS NATO 1921 ARRESTATO 26.6.1944 DEPORTATO AUSCHWITZ ASSASSINATO  | Hans Werner Schloss (Francoforte, 26 novembre 1921 - Auschwitz, 30 settembre 1944), Figlio di Herman e Lilli Sander, condivide il tragico destino della sua famiglia: all'arresto segue l'internamento a Fossoli prima della deportazione nel Reich con destinazione Auschwitz dove muore il 30 settembre 1944. |

### Lendinara
| Pietra d'inciampo | Pietra d'inciampo                                | Pietra d'inciampo | Pietra d'inciampo                                                                         | Note biografiche |
| Data di posa      | Luogo di posa                                    | Stolpersteine     | Incisione                                                                                 | Note biografiche |
| ----------------- | ------------------------------------------------ | ----------------- | ----------------------------------------------------------------------------------------- | --- |
| 25 aprile 2024    | Vicolo del Castello, 1 45°04′59.2″N 11°35′58.8″E |                   | QUI ABITAVA HERBERT MARBACH NATO 1906 ARRESTATO 25.3.1944 DEPORTATO AUSCHWITZ ASSASSINATO | Herbert Marbach (Vienna, 25 aprile 1906 - Auschwitz, ???) “specializzato nella decorazione dei tessuti”, viveva in Slovenia con la moglie Helena Cervenà, cattolica e col figlio Georg. Nel 1941 a seguito dell’invasione delle truppe naziste, si rifugia a Lubiana all'epoca amministrata dall’Italia, ma è trasferito al campo di internamento di Ferramonti di Tarsia, a Cosenza, quindi in regime di “internamento libero” a Lendinara. Dopo l'armistizio dell'8 settembre 1943 fugge a Roma, ma incappa in una retata e il 25 marzo 1944 è arrestatato e incarcerato. Inviato a Fossoli prima, quindi è il 2 agosto 1944 Bolzano a cui segue la deportazione ad Auschwitz. Non sopravvie alla Shoah. |

### Rovigo
A Rovigo è presente una pietra d'inciampo, posta il 27 gennaio 2022.
| Pietra d'inciampo | Pietra d'inciampo                                                         | Pietra d'inciampo | Pietra d'inciampo                                                                       | Note biografiche |
| Data di posa      | Luogo di posa                                                             | Stolpersteine     | Incisione                                                                               | Note biografiche |
| ----------------- | ------------------------------------------------------------------------- | ----------------- | --------------------------------------------------------------------------------------- | --- |
| 27 gennaio 2022   | Rovigo (via Remigio Piva angolo via Angelo Brunetti) 45.0718°N 11.79278°E |                   | QUI ABITAVA LUIGIA MODENA NATA 1881 ARRESTATA 28.7.1944 DEPORTATA AUSCHWITZ ASSASSINATA | Luigia Modena Colorni (Venezia 18 novembre 1881 - Auschwitz 1944/1945) figlia di Abd-el-Kader, ebreo, e di Paolina Piacentini, fu arrestata il 28 luglio 1944 e internata nel carcere di Trieste prima di essere deportata ad Auschwitz. |

## Provincia di Treviso

### Mogliano Veneto
Mogliano Veneto accoglie quattro pietre d'inciampo in memoria di Alba, Anna, Ida e Costante Vivante, posate il 30 gennaio 2024.
| Pietra d'inciampo | Pietra d'inciampo                                              | Pietra d'inciampo | Pietra d'inciampo                                                                             | Note biografiche |
| Data di posa      | Luogo di posa                                                  | Stolpersteine     | Incisione                                                                                     | Note biografiche |
| ----------------- | -------------------------------------------------------------- | ----------------- | --------------------------------------------------------------------------------------------- | --- |
| 30 gennaio 2024   | Via Marignana, 45 località Marocco 45°32′25.28″N 12°13′40.46″E |                   | QUI FU NASCOSTA ALBA VIVANTE NATA 1872 ARRESTATA 7.8.1944 DEPORTATA AUSCHWITZ ASSASSINATA     | Alba Vivante (Venezia, 10 settembre 1872 - Auschwitz, ???), figlia di Cesare e Sara Vivante. Il 7 agosto 1944 nella casa di cura del dottor Emo Prosdocimo di Via Marignana, in località Marocco, le SS coadiuvate dai fascisti locali arrestano 11 pazienti lì ricoverati, colpevoli di essere ebrei. Tra di loro Alba, Anna ed il loro fratello Costante; la loro sorella Ida è arrestata alla stazione di Marocco dove i nazifascisti attendono il suo ritorno da Venezia dov'era in visita alla cognata. Con le sorelle ed il fratello subisce l'internamento prima nella Risiera di San Sabba, quindi la deportazione ad Auschwitz. Nulla più è dato di sapere sulla loro sorte...    |
| 30 gennaio 2024   | Via Marignana, 45 località Marocco 45°32′25.28″N 12°13′40.46″E |                   | QUI FU NASCOSTA ANNA VIVANTE NATA 1866 ARRESTATA 7.8.1944 DEPORTATA AUSCHWITZ ASSASSINATA     | Anna Vivante (Venezia, 20 settembre 1866 - Auschwitz, ???), figlia di Cesare e Sara Vivante. Il 7 agosto 1944 nella casa di cura del dottor Emo Prosdocimo di Via Marignana, in località Marocco, le SS coadiuvate dai fascisti locali arrestano 11 pazienti lì ricoverati, colpevoli di essere ebrei. Tra di loro Anna con Alba, ed il loro fratello Costante; la loro sorella Ida è arrestata alla stazione di Marocco dove i nazifascisti attendono il suo ritorno da Venezia dov'era in visita alla cognata. Con le sorelle ed il fratello subisce l'internamento prima nella Risiera di San Sabba, quindi la deportazione ad Auschwitz. Nulla più è dato di sapere sulla loro sorte.. |
| 30 gennaio 2024   | Via Marignana, 45 località Marocco 45°32′25.28″N 12°13′40.46″E |                   | QUI FU NASCOSTA IDA VIVANTE NATA 1870 ARRESTATA 7.8.1944 DEPORTATA AUSCHWITZ ASSASSINATA      | Ida Vivante (Venezia, 4 agosto 1870 - Auschwitz, ???), figlia di Cesare e Sara Vivante. Il 7 agosto 1944 nella casa di cura del dottor Emo Prosdocimo di Via Marignana, in località Marocco, le SS coadiuvate dai fascisti locali arrestano 11 pazienti lì ricoverati, colpevoli di essere ebrei. Tra di loro le sorelle di Ida: Alba, Anna ed il fratello Costante; Ida è arrestata alla stazione di Marocco dove i nazifascisti attendono il suo ritorno da Venezia dov'era in visita alla cognata. Con le sorelle ed il fratello subisce l'internamento prima nella Risiera di San Sabba, quindi la deportazione ad Auschwitz. Nulla più è dato di sapere sulla loro sorte..            |
| 30 gennaio 2024   | Via Marignana, 45 località Marocco 45°32′25.28″N 12°13′40.46″E |                   | QUI FU NASCOSTO COSTANTE VIVANTE NATO 1878 ARRESTATO 7.8.1944 DEPORTATO AUSCHWITZ ASSASSINATO | Costante Vivante (Venezia, 29 giugno 1878 - Auschwitz, ???), figlio di Cesare e Sara Vivante. Il 7 agosto 1944 nella casa di cura del dottor Emo Prosdocimo di Via Marignana, in località Marocco, le SS coadiuvate dai fascisti locali arrestano 11 pazienti lì ricoverati, colpevoli di essere ebrei. Tra di loro Costante con Anna e Alba; la loro sorella Ida è arrestata alla stazione di Marocco dove i nazifascisti attendono il suo ritorno da Venezia dov'era in visita alla cognata. Con le sorelle subisce l'internamento prima nella Risiera di San Sabba, quindi la deportazione ad Auschwitz. Nulla più è dato di sapere sulla loro sorte..                                  |

### Pieve di Soligo
Pieve di Soligo accoglie quattro pietre d'inciampo, posate il 14 gennaio 2024.
| Pietra d'inciampo | Pietra d'inciampo                                                        | Pietra d'inciampo | Pietra d'inciampo                                                                                                   | Note biografiche |
| Data di posa      | Luogo di posa                                                            | Stolpersteine     | Incisione | Note biografiche |
| ----------------- | ------------------------------------------------------------------------ | ----------------- | --- | ---------------- |
| 14 gennaio 2024   | Piazza Vittorio Emanuele II davanti Municipio 45°53′57.7″N 12°10′22.91″E |                   | A PIEVE DI SOLIGO ABITAVA ANGELO MARINELLI NATO 1894 ARRESTATO 10.8.1944 DEPORTATO KAHLA MORTO 2.5.1944 BUCHENWALD  | Angelo Marinelli |
| 14 gennaio 2024   | Piazza Vittorio Emanuele II davanti Municipio 45°53′57.7″N 12°10′22.91″E |                   | A PIEVE DI SOLIGO ABITAVA GIOVANNI PADOIN NATO 1913 ARRESTATO ALBANIA DEPORTATO DÖBERNITZ DESTINO SCONOSCIUTO       | Giovanni Padoin  |
| 14 gennaio 2024   | Piazza Vittorio Emanuele II davanti Municipio 45°53′57.7″N 12°10′22.91″E |                   | A PIEVE DI SOLIGO ABITAVA GREGORIO SALAMON NATO 1911 ARRESTATO 20.8.1944 DEPORTATO KAHLA MORTO 21.1.1945 BUCHENWALD | Gregorio Salamon |
| 14 gennaio 2024   | Piazza Vittorio Emanuele II davanti Municipio 45°53′57.7″N 12°10′22.91″E |                   | A PIEVE DI SOLIGO ABITAVA LUIGI STELLA NATO 1912 ARRESTATO JUGOSLAVIA DEPORTATO HAMMERSTEIN MORTO 25.5.1945         | Luigi Stella     |

### Susegana
Susegana ospita cinque pietre d'inciampo, posate il 14 gennaio 2024.
| Pietra d'inciampo | Pietra d'inciampo                                                            | Pietra d'inciampo | Pietra d'inciampo                                                                                | Note biografiche   |
| Data di posa      | Luogo di posa                                                                | Stolpersteine     | Incisione                                                                                        | Note biografiche   |
| ----------------- | ---------------------------------------------------------------------------- | ----------------- | ------------------------------------------------------------------------------------------------ | ------------------ |
| 14 gennaio 2024   | Piazza Martiri della Libertà, 9 davanti Biblioteca 45°51′00.6″N 12°14′58.8″E |                   | A SUSEGANA ABITAVA ANGELO MODANESE NATO 1912 DEPORTATO 1943 WOLFSBURG ASSASSINATO 14.3.1944      | Angelo Modanese    |
| 14 gennaio 2024   | Piazza Martiri della Libertà, 9 davanti Biblioteca 45°51′00.6″N 12°14′58.8″E |                   | A SUSEGANA ABITAVA GUERRINO LOVATELLO NATO 1915 DEPORTATO 1943 FÜLLEN ASSASSINATO 28.1.1945      | Guerrino Lovatello |
| 14 gennaio 2024   | Piazza Martiri della Libertà, 9 davanti Biblioteca 45°51′00.6″N 12°14′58.8″E |                   | A SUSEGANA ABITAVA MASSIMO ZUCCON NATO 1924 DEPORTATO 1943 MITTELBAU-DORA ASSASSINATO 28.12.1943 | Massimo Zuccon     |
| 14 gennaio 2024   | Piazza Martiri della Libertà, 9 davanti Biblioteca 45°51′00.6″N 12°14′58.8″E |                   | A SUSEGANA ABITAVA SANTE ZANARDO NATO 1913 DEPORTATO 1943 EGGENDORF ASSASSINATO 23.12.1944       | Sante Zanardo      |
| 14 gennaio 2024   | Piazza Martiri della Libertà, 9 davanti Biblioteca 45°51′00.6″N 12°14′58.8″E |                   | A SUSEGANA ABITAVA VITTORIO ZANCO NATO 1907 DEPORTATO 1943 KATOWICE ASSASSINATO 4.4.1944         | Vittorio Zanco     |

### Treviso
Treviso ospita quattro pietre d'inciampo posate il 28 gennaio 2023 presso il parco Sant'Artemio, in ricordo degli ebrei prelevati dall’ospedale psichiatrico il 1º agosto 1944.
| Pietra d'inciampo | Pietra d'inciampo                              | Pietra d'inciampo | Pietra d'inciampo                                                                                  | Note biografiche |
| Data di posa      | Luogo di posa                                  | Stolpersteine     | Incisione                                                                                          | Note biografiche |
| ----------------- | ---------------------------------------------- | ----------------- | -------------------------------------------------------------------------------------------------- | ---------------- |
| 28 gennaio 2023   | Parco Sant'Artemio 45°41′23.41″N 12°16′03.89″E |                   | QUI ABITAVA RUGGERO POLACCO NATO 1901 ARRESTATO 1.8.1944 DETENUTO RISIERA DI SAN SABBA ASSASSINATO | Ruggero Polacco  |
| 28 gennaio 2023   | Parco Sant'Artemio 45°41′23.41″N 12°16′03.89″E |                   | QUI ABITAVA SALVATORE SEGRÉ NATO 1882 ARRESTATO 1.8.1944 DEPORTATO AUSCHWITZ ASSASSINATO           | Salvatore Segrè  |
| 28 gennaio 2023   | Parco Sant'Artemio 45°41′23.41″N 12°16′03.89″E |                   | QUI ABITAVA ELENA GUTTMANN NATA 1881 ARRESTATA 1.8.1944 DESTINO SCONOSCIUTO                        | Elena Guttmann   |
| 28 gennaio 2023   | Parco Sant'Artemio 45°41′23.41″N 12°16′03.89″E |                   | QUI ABITAVA RUTH BONDI SCHLESINGER NATA 1880 ARRESTATA 1.8.1944 DESTINO SCONOSCIUTO                | Ruth Schlesinger |

### Vittorio Veneto
La città di Vittorio Veneto ospita due pietre d'inciampo in ricordo dei fratelli Ettore ed Elvira Graziani. Non essendo nota l'ultima loro dimora, le pietre sono posate nell'area che storicamente ha ospitato la comunità ebraica.
| Pietra d'inciampo | Pietra d'inciampo                                | Pietra d'inciampo | Pietra d'inciampo                                                                                                  | Note biografiche |
| Data di posa      | Luogo di posa                                    | Stolpersteine     | Incisione | Note biografiche |
| ----------------- | ------------------------------------------------ | ----------------- | --- | --- |
| 16 aprile 2025    | Via Daniele Manin, 94 45°58′58.2″N 12°17′52.05″E |                   | ELVIRA GRAZIANI NATA 1880 ARRESTATA 3.6.1944 INTERNATA FOSSOLI DEPORTATA 26.6.1944 AUSCHWITZ ASSASSINATA 30.6.1944 | Elvira Graziani (Vittorio Veneto, 31 marzo 1880 - Auschwitz, 30 giugno 1944), figlia di Abramo e Zeffira Levi, sorella di Ettore Graziani. Arrestata a Verona il 3 giugno 1944, è internata a Fossoli da dove, il 26 giugno è deportata nel Reich con destinazione Auschwitz. Assassinata al suo arrivo al campo il 30 giugno 1944. |
| 16 aprile 2025    | Via Daniele Manin, 94 45°58′58.2″N 12°17′52.05″E |                   | ETTORE GRAZIANI NATO 1876 INTERNATO BOLZANO MORTO 16.4.1945                                                        | Ettore Graziani (Vittorio Veneto, 20 ottobre 1876 - Bolzano, 16 aprile 1945), figlio di Abramo e Zeffira Levi, fratello di Elvira Graziani. Arrestato in data e luogo incerti, muore in detenzione al campo di Bolzano il 16 aprile 1945.                                                                                           |

## Provincia di Venezia

### Chioggia
La città di Chioggia accoglie ufficialmente 6 pietre d'inciampo, collocate tra il 28 gennaio 2019 e il 05 febbraio 2023.
| Pietra d'inciampo | Pietra d'inciampo                                                                                | Pietra d'inciampo | Pietra d'inciampo | Note biografiche          |
| Data di posa      | Luogo di posa                                                                                    | Stolpersteine     | Incisione | Note biografiche          |
| ----------------- | ------------------------------------------------------------------------------------------------ | ----------------- | --- | ------------------------- |
| 28 gennaio 2019   | Piazzale Poliuto Penzo - Chioggia 45°13′03.51″N 12°16′32.68″E                                    |                   | QUI ABITAVA GUIDO LIONELLO NATO 1901 ARRESTATO LUGLIO 1942 DEPORTATO 1943 DACAHU MORTO 22.5.1945                                 | Guido Lionello            |
| 18 gennaio 2020   | Piazza Baldin e Mantovan 1 - Cavanella d’Adige, frazione di Chioggia 45°06′35.13″N 12°14′44.98″E |                   | QUI ABITAVA GIUSTO GREGO NATO 1915 ARRESTATO 9.1943 DEPORTATO 1943 TREUENBRIETZEN ASSASSINATO 23.4.1945                          | Giusto Grego              |
| 18 gennaio 2020   | Via San Felice, 7 - Sottomarina, frazione di Chioggia 45°13′05.34″N 12°17′33.64″E                |                   | QUI ABITAVA GIULIO BERGO ORO NATO 1919 ARRESTATO 9.9.1943 DEPORTATO 1943 STALAG LIMBURG ASSASSINATO 17.8.1944 BYDGOSZCZ          | Giulio Bergo Oro          |
| 24 aprile 2021    | Piazza Salvatore Todaro - Sottomarina, frazione di Chioggia 45°12′58.79″N 12°17′29.72″E          |                   | QUI ABITAVA ARDUINO BOSCOLO ANZOLETTI NATO 1902 ARRESTATO 13. 6. 1944 DEPORTATO 1944 HERSBRUCK ASSASSINATO 25.2.1945 FLOSSENBURG | Arduino Boscolo Anzoletti |
| 24 aprile 2021    | All'inizio di calle Ravagnan - Chioggia 45°12′57.5″N 12°16′47.74″E                               |                   | QUI ABITAVA GIOVANNI BULLO NATO 1915 ARRESTATO SETT. 1943 DEPORTATO 1943 MAUTHAUSEN MORTO 18.5.1945 VIENNA                       | Giovanni Bullo            |
| 5 febbraio 2023   | All'inizio di calle Scopici - Chioggia 45°13′16.23″N 12°16′45.91″E                               |                   | QUI ABITAVA CESARE CARMI NATO 1923 ARRESTATO 16.12.1943 DEPORTATO AUSCHWITZ MORTO IN DATA IGNOTA                                 | Cesare Carmi              |

### Mirano
Il comune di Mirano accoglie ufficialmente 2 pietre d'inciampo, collocate il 19 gennaio 2017.
| Pietra d'inciampo | Pietra d'inciampo                                | Pietra d'inciampo | Pietra d'inciampo                                                                                         | Note biografiche      |
| Data di posa      | Luogo di posa                                    | Stolpersteine     | Incisione                                                                                                 | Note biografiche      |
| ----------------- | ------------------------------------------------ | ----------------- | --- | --------------------- |
| 19 gennaio 2017   | via Bastia Fuori, 58 45°29′39.25″N 12°06′40.71″E |                   | QUI ABITAVA PAOLO ERRERA NATO 1862 ARRESTATO 25.2.1944 DEPORTATO AUSCHWITZ ASSASSINATO 10.4.1944          | Paolo Errera          |
| 19 gennaio 2017   | via Bastia Fuori, 58 45°29′39.25″N 12°06′40.71″E |                   | QUI ABITAVA NELLA GRASSINI ERRERA NATA 1874 ARRESTATA 25.2.1944 DEPORTATA AUSCHWITZ ASSASSINATA 10.4.1944 | Nella Grassini Errera |

### Venezia
La città di Venezia accoglie ufficialmente 197 pietre d'inciampo, la prima è stata collocata il 12 gennaio 2014. Il 28 gennaio 2022 è stata posata la prima pietra d'inciampo anche a Mestre.

## Provincia di Verona
In provincia di Verona sono presenti 41 pietre di inciampo posate tra il 2021 e 2025...

### Dolcè
| Pietra d'inciampo | Pietra d'inciampo                           | Pietra d'inciampo | Pietra d'inciampo                                                                           | Note biografiche |
| Data di posa      | Luogo di posa                               | Stolpersteine     | Incisione                                                                                   | Note biografiche |
| ----------------- | ------------------------------------------- | ----------------- | ------------------------------------------------------------------------------------------- | --- |
| 25 gennaio 2024   | Via Trento, 673 45°35′58.93″N 10°51′09.81″E |                   | QUI ABITAVA TULLO CENTURIONI NATO 1912 ARRESTATO 21.3.1944 DEPORTATO MAUTHAUSEN ASSASSINATO | Tullo Centurioni (Dolcè, 9 aprile 1912 - Melk, ???), figlio di Giuseppe e Olivia Marcotto, coniugato con Rosa Caminada, residente a Porto Ceresio, Ufficiale della Guardia di Finanza. Arrestato a Porto Ceresio il 21 marzo 1944 è detenuto a Varese e Milano, quindi Bolzano a cui segue la deportazione nel Reich, destinazione Mauthausen dove giunge il 24 novembre 1944, matricola 110230. Il 5 dicembre 1944 è trasferito a Melk. Più nulla si sa di Tullo. |

### Isola della Scala
A Isola della Scala sono presenti otto pietre d'inciampo posate il 31 maggio 2021. Nella primavera del 1944, Isola della Scala subisce un primo rastrellamento ad opera della Wehrmacht e della Brigata nera fascista, preludio del più incisivo rastrellamento dell’alba del 22 novembre che porta all’arresto di tutto il Cln di Isola.
| Pietra d'inciampo | Pietra d'inciampo                                        | Pietra d'inciampo | Pietra d'inciampo | Note biografiche |
| Data di posa      | Luogo di posa                                            | Stolpersteine     | Incisione | Note biografiche |
| ----------------- | -------------------------------------------------------- | ----------------- | --- | --- |
| 31 maggio 2021    | Piazza Martiri della Libertà 45°16′22.72″N 11°00′24.16″E |                   | A ISOLA DELLA SCALA ABITAVA ADOLFO CESTARO NATO 1920 ARRESTATO 10.11.1944 DEPORTATO MAUTHAUSEN ASSASSINATO 11.4.1945      | Adolfo Cestaro (Isola della Scala, 27 marzo 1920 - Mauthausen, 11 aprile 1945) figlio di Umberto e Maria Padovani, celibe, muratore, partigiano appartenente alla Brigata "Anita" e componente del Cln locale. È arrestato nel corso del massiccio rastrellamento ad opera dei militi delle Brigate Nere e uomini della Wehrmacht a Isola della Scala il 19 novembre 1944 e incarcerato a Verona, quindi trasferito a Bolzano da dove è deportato nel Reich destinato a Mauthausen dove giunge il 19 dicembre 1944, matricola 113939, classificato "Schutz". Trasferito a Gusen poi di nuovo al campo principale il 1º marzo 1945 ricoverato in infermeria dove muore l'11 aprile 1945. |
| 31 maggio 2021    | Piazza Martiri della Libertà 45°16′22.72″N 11°00′24.16″E |                   | A ISOLA DELLA SCALA ABITAVA FLAVIO CORRÀ NATO 1917 ARRESTATO 22.11.1944 DEPORTATO FLOSSENBÜRG ASSASSINATO 11.4.1945       | Flavio Corrà (Salizzole, 7 aprile 1917 - Flossenbürg, 1 aprile 1945), figlio di Rodolfo e Angela Serafini, celibe, fratello di Gedeone Corrà, partigiano del Battaglione “Lupo” (Brigata “Anita”), componente del Cln locale. È arrestato nel corso del massiccio rastrellamento ad opera dei militi delle Brigate Nere e uomini della Wehrmacht a Campagnol di Salizzole il 22 novembre 1944, portato al Comando tedesco di Tarmassia, interrogato e torturato prima del trasferimento al Comando delle Brigate Nere di Verona, quindi il 1º dicembre 1944 al Comando Generale delle SS, indine Il 5 dicembre 1944 è internato al campo di Bolzano, da dove è successivamente deportato a Flossenbürg giungendovi il 23 gennaio 1945, matricola 43565, classificato "Pol" – (Politisch). Muore a Flossenbürg il 1º aprile 1945.                                                                        |
| 31 maggio 2021    | Piazza Martiri della Libertà 45°16′22.72″N 11°00′24.16″E |                   | A ISOLA DELLA SCALA ABITAVA GEDEONE CORRÀ NATO 1920 ARRESTATO 22.11.1944 DEPORTATO FLOSSENBÜRG ASSASSINATO 16.3.1945      | Gedeone Corrà (Salizzole, 18 settembre 1920 - Flossenbürg, 11 aprile 1945), figlio di Rodolfo e Angela Serafini, studente universitario, celibe, fratello di Flavio Corrà, e come il fratello partigiano del Battaglione “Lupo” (Brigata “Anita”), componente del Cln locale. È arrestato nel corso del massiccio rastrellamento ad opera dei militi delle Brigate Nere e uomini della Wehrmacht a Campagnol di Salizzole il 22 novembre 1944, portato al Comando tedesco di Tarmassia, interrogato e torturato prima del trasferimento al Comando delle Brigate Nere di Verona, quindi il 1º dicembre 1944 al Comando Generale delle SS, indine Il 5 dicembre 1944 è internato al campo di Bolzano, da dove è successivamente deportato a Flossenbürg giungendovi il 23 gennaio 1945, matricola 43566, classificato "Pol" – (Politisch). Muore a Flossenbürg il 16 marzo 1945.                         |
| 31 maggio 2021    | Piazza Martiri della Libertà 45°16′22.72″N 11°00′24.16″E |                   | A ISOLA DELLA SCALA ABITAVA GIACOMO FERRI NATO 1914 ARRESTATO 20.9.1943 DEPORTATO DACHAU ASSASSINATO 18.2.1944            | Giacomo Ferri (Isola della Scala, 25 maggio 1914 - Dachau, 18 febbraio 1944), figlio di Albina Tonato, muratore. Soldato del 3º Reggimento Savoia Cavalleria, dopo l'armistizio dell'8 settembre 1943 è arrestato il 20 settembre 1943, portato nel carcere militare di Peschiera del Garda e deportato il giorno stesso nel Reich con destinazione Dachau, matricola 54737, classificato "AZR" – (Arbeitszwang Reich). Muore nel campo il 18 febbraio 1944. |
| 31 maggio 2021    | Piazza Martiri della Libertà 45°16′22.72″N 11°00′24.16″E |                   | A ISOLA DELLA SCALA ABITAVA LUIGI GRUPPO NATO 1910 ARRESTATO 22.11.1944 DEPORTATO FLOSSENBÜRG LIBERATO DECEDUTO 20.9.1945 | Luigi Gruppo (Bovolone, 30 giugno 1910 - Isola della Scala, 20 settembre 1945), figlio di Alberico e Molesani Fulvia, macellaio, coniugato con Adalgisa Caliari, partigiano combattente della Brigata “Anita”, componente del Cln locale. È arrestato nel corso del massiccio rastrellamento ad opera dei militi delle Brigate Nere e uomini della Wehrmacht a Isola della Scala il 22 novembre 1944, detenuto a Verona, quindi è internato nel campo di Bolzano, da dove è successivamente deportato a Flossenbürg dove giunge il 23 gennaio 1945, matricola 43584, classificato "Pol" – (Politisch). Liberato dagli uomini dell'Armata Rossa l'8 maggio 1945, ricoverato in un ospedale in Cecoslovacchia fino ad agosto quando è rimpatriato dalla Croce Rossa. Muore al paese natio il 20 settembre 1945.                                                                                           |
| 31 maggio 2021    | Piazza Martiri della Libertà 45°16′22.72″N 11°00′24.16″E |                   | A ISOLA DELLA SCALA ABITAVA ADELINO MINALI NATO 1920 ARRESTATO 1944 DEPORTATO MAUTHAUSEN ASSASSINATO 27.4.1945            | Adelino Minali (Isola della Scala, 9 gennaio 1920 - Mauthausen, 27 aprile 1945), figlio di Artidoro e Carolina Barcelli, agricoltore, celibe, antifascista. Arrestato a Isola della Scala, trasferito a Bolzano, da dove, 1º febbraio 1945 è deportato nel Reich destinato a Mauthausen, matricola 126295, classificato "Schutz" – (Schutzhäftlinge). Il 17 febbraio 1945 viene trasferito a Mauthausen, dove muore il 27 aprile 1945. |
| 31 maggio 2021    | Piazza Martiri della Libertà 45°16′22.72″N 11°00′24.16″E |                   | A ISOLA DELLA SCALA ABITAVA LUIGI SOFFIATI NATO 1915 ARRESTATO 22.11.1944 DEPORTATO MAUTHAUSEN DECEDUTO 9.5.1945          | Luigi Soffiati (Salizzole, 6 settembre 1915 - Ebensee, 9 maggio 1945), figlio di Mariano e Buratto Diomira, contadino, impiegato, commerciante, coniugato con Dina Gemmo, un figlio, partigiano militante del Partito Comunista d'Italia è commissario politico della Brigata “Anita”, componente del Cln locale. È arrestato nel corso del massiccio rastrellamento ad opera dei militi delle Brigate Nere e uomini della Wehrmacht a Isola della Scala il 22 novembre 1944 e detenuto presso il Palazzo INA, sede del Comano Generale delle SS. Trasferito poi a Bolzano, quindi deportato a Mauthausen il 14 dicembre 1944, matricola 114107, classificato "Schutz" – (Schutzhäftlinge),. Il 3 gennaio 1945 è trasferito a Melk. Muore a Ebensee il 9 maggio 1945, dopo la liberazione del campo. |
| 31 maggio 2021    | Piazza Martiri della Libertà 45°16′22.72″N 11°00′24.16″E |                   | QUI ABITAVA GRACCO SPAZIANI NATO 1884 ARRESTATO 22.11.1944 DEPORTATO MAUTHAUSEN ASSASSINATO 9.2.1945                      | Gracco Spaziani (Lonigo, 18 maggio 1884 - Mauthausen, 11 aprile 1945), figlio di Fabio Secondo e Eloisa Stocchetti, avvocato, risidente a Isola della Scala, coniugato con Giuseppina Sardini, quattro figlie e un figlio, partigiano, iscritto al PSI, segnalato e schedato presso il Casellario politico centrale è il fondatore del Cln di Isola della Scala. È arrestato nel corso del massiccio rastrellamento ad opera dei militi delle Brigate Nere e uomini della Wehrmacht il 22 novembre 1944, portato al Comando tedesco di Tarmassia, interrogato e torturato prima del trasferimento al Comando delle Brigate Nere di Verona, quindi al Comando Generale delle SS presso il palazzo INA, infine internato al campo di Bolzano, da dove è successivamente deportato a Mauthausen, l'8 gennaio 1945, matricola 115834, classificato "Schutz" – (Schutzhäftlinge),. Muore il 9 febbraio 1945. |

### Peri di Dolcè
| Pietra d'inciampo | Pietra d'inciampo                                | Pietra d'inciampo | Pietra d'inciampo                                                                                       | Note biografiche |
| Data di posa      | Luogo di posa                                    | Stolpersteine     | Incisione                                                                                               | Note biografiche |
| ----------------- | ------------------------------------------------ | ----------------- | --- | --- |
| 22 maggio 2023    | Via Monte Corno, 4 45°39′20.39″N 10°54′08.05″E   |                   | QUI ABITAVA EMILIO MARCOTTO NATO 1898 ARRESTATO 5.8.1944 DEPORTATO DACHAU ASSASSINATO 3.4.1945 MÜHLDORF | Emilio Marcotto (Peri di Dolcè, 7 maggio 1898 - Dachau, 3 aprile 1945), ferroviere, risidente a Pescantina, coniugato. È arrestato a Pescantina il 5 agosto 1944, detenuto a Forte San Leonardo, quindi trasferito a Bolzano, da dove il 5 ottobre 1944 è deportato nel Reich con destinazione Dachau, matricola 113407, classificato "Schutz" – (Schutzhäftlinge). In seguito il 20 ottobre 1944 è trasferito a Mühldorf dove muore il 3 aprile 1945. |
| 22 maggio 2023    | Piazzale Stazione FS 45°39′28.98″N 10°54′02.34″E |                   | QUI FU ARRESTATO 21.7.1944 NARCISO VERONESI NATO 1925 DEPORTATO FLOSSENBÜRG MORTO 1945                  | Narciso Veronesi (Peri di Dolcè, 10 giugno 1925 - ???, ??? 1945), figlio di Giuseppe e Albina Scienza, calzolaio, contabile, celibe. Arrestato a Peri il 21 luglio 1944, è trasferito a Bolzano, quindi il 5 settembre 1944 è deportato nel Reich, destinato a Flossenbürg, classificato "Schutz" – (Schutzhäftlinge), matricola 21785. Il 4 dicembre è trasferito al campo di Dora adibito al lavoro forzato nei tunnel per la costruzione di armi segrete. Trasferito a Flossenbürg, infine Dachau. Il 29 aprile, alla liberazione del campo da parte delle truppe americane, viene dato per disperso. |

### Sommacampagna
Nel comune di Sommacampagna sono presenti 13 pietre d'inciampo, poste nel biennio 2023-2024.
| Pietra d'inciampo | Pietra d'inciampo                                                            | Pietra d'inciampo | Pietra d'inciampo                                                                                                  | Note biografiche |
| Data di posa      | Luogo di posa                                                                | Stolpersteine     | Incisione | Note biografiche |
| ----------------- | ---------------------------------------------------------------------------- | ----------------- | --- | --- |
| marzo 2024        | Via Parco Rimembranza, 11 45°24′25.02″N 10°50′29.36″E                        |                   | QUI ABITAVA ANGELO BELLORIO NATO 1916 ARRESTATO 9.9.1943 DEPORTATO SANDBOSTEL ASSASSINATO 18.7.1944                | Angelo Bellorio (Sommacampagna, 12 aprile 1916 - Stalag X-B, 18 luglio 1944), figlio di Giuseppe ed Elisabetta Brentegani. Soldato d'Artiglieria Alpina, catturato dai tedeschi a Vipiteno immediatamente dopo l'armistizio dell'8 settembre 1943, deportato nel Reich, internato nello Stalag X-B, muore il 10 luglio 1944 in prigionia. È sepolto nel Cimitero militare italiano di Amburgo.                                                                                                   |
| marzo 2024        | Via Dossobuono, 77 intersezione per corte Pezzette 45°23′54.6″N 10°51′23.9″E |                   | QUI ABITAVA VITTORIO BONOMI NATO 1921 ARRESTATO 9.9.1943 DEPORTATO NORIMBERGA ASSASSINATO 18.4.1945                | Vittorio Bonomi (Pescantina, 6 gennaio 1921, - Norimberga, 18 aprile 1945), figlio di Quirino e Maria Righetti, meccanico. Soldato d'Artiglieria Motorizzata, catturato dai tedeschi a Trento e internato a Norimberga, dove muore il 18 aprile 1945, sotto un bombardamento alleato. Riposa nel Cimitero militare italiano di Francoforte sul Meno. |
| marzo 2024        | Via Cesare Battisti, 21 45°24′32.25″N 10°50′27.87″E                          |                   | QUI ABITAVA LUIGI CASTIONI NATO 1912 ARRESTATO 9.9.1943 DEPORTATO BERLINO ASSASSINATO 7.1.1945                     | Luigi Castioni (Sommacampagna, 24 dicembre 1912 - Berlino, 7 gennaio 1945), figlio di Giovanni e Angela Lugo, contadino. Soldato di Fanteria catturato dai tedeschi immediatamente dopo l'armistizio dell'8 settembre 1943, in Croazia e deportato nel Reich a Berlino, dove muore il 17 gennaio 1945. |
| marzo 2024        | Via Pigno, 4 45°24′29.18″N 10°50′33.22″E                                     |                   | QUI ABITAVA BRUNO MARCHIORI NATO 1926 ARRESTATO 9.9.1943 DEPORTATO KRETELD ASSASSINATO 5.6.1944 DORTSEN            | Bruno Marchiori (Mira, 7 novembre 1924 - Dorsten, 5 giugno 1944), figlio di Sante e Maria Tonoli, calzolaio, risiede a Sommacampagna. Soldato dell'Artiglieria Corazzata, all'indomani dell'armistizio dell'8 settembre 1943 è catturato dai tedeschi a Rovereto e deportato nel Reich. Internato prima nello Stalag VI-C di Bathorn, quindi Stalag VI-J di Fichtenhain/Dorsten, dove muore per polmonite il 5 giugno 1944. Le sue spoglie si trovano nel Cimitero militare italiano di Amburgo. |
| marzo 2024        | Via Rezzola, 56 località Terruia 45°25′01.4″N 10°52′17.8″E                   |                   | QUI ABITAVA GIOVANNI MIGLIORANZI NATO 1914 ARRESTATO 23.5.1944 DEPORTATO DACHAU ASSASSINATO 24.2.1945              | Giovanni Miglioranzi (Dossobuono di Villafranca, 26 maggio 1914 - Dachau, 24 febbraio 1945), figlio di Giovanni Battista e Albina Martinelli, coniugato con Armida Albertini, due figli. Sospettato di sabotaggio è arrestato il 23 maggio 1944 a Pescantina, trasferito a Bolzano a cui segue la deportazione a Dachau, il 5 ottobre 1944. Classificato "Pol" – (Politisch), matricola 113408, muore al campo il 24 febbraio 1945.                                                              |
| marzo 2024        | Piazza Castello, 12 45°24′25.64″N 10°50′36.4″E                               |                   | QUI ABITAVA BRUNO PASQUALOTTO NATO 1923 DEPORTATO LUCKENWALDE ASSASSINATO 24.2.1944                                | Bruno Pasqualotto (Castelfranco Veneto, 14 aprile 1923 - Stalag III-A di Luckenwalde, 24 febbraio 1944), figlio di Pietro e Luigia Pegorin, soldato della Guardia alla Frontiera, è arrestato dai tedeschi il 19 settembre 1943 a Fiume e deportato nel Reich internato nello Stalag III-A di Luckenwalde, matricola 120191. Muore al campo il 24 febbraio 1944. |
| marzo 2024        | Via Carrari, 48 45°24′19.23″N 10°50′42.02″E                                  |                   | QUI ABITAVA GIUSEPPE RASPA NATO 1909 DEPORTATO WATENSTEDT ASSASSINATO 23.3.1944                                    | Giuseppe Raspa (Sommacampagna, 26 ottobre 1909 - Stalag XI Watenstedt-Salzgitter, 23 marzo 1944), figlio di Terzo e Francesca Gaburro, coniugato con Dosolina Castioni. Lavoratore civile nel Reich catturato nel settembre 1943 e internato nello Stalag XI nei pressi di Watenstedt-Salzgitter. Muore sotto un bombardamento alleato il 23 marzo 1944. È sepolto nel Cimitero militare italiano di Amburgo.                                                                                    |
| marzo 2024        | Piazza Roma, 4 45°24′28.44″N 10°50′33.39″E                                   |                   | QUI ABITAVA ACHILLE SERPELLONI NATO 1909 ARRESTATO 9.9.1943 DEPORTATO STABLACK DESTINO SCONOSCIUTO                 | Achille Serpelloni (Sommacampagna, 21 luglio 1909 - ???, ???), figlio di Leonzio e Faustina Dalla Bernardina, coniugato con Maria Albrigo, una figlia. Catturato dai tedeschi immediatamente dopo l'armistizio dell'8 settembre 1943 a Sesana, è deportato nel Reich, internato nello Stalag I-A di Stablack, matricola 8522. Ricoverato il 26 marzo 1945 presso l'ospedale di Susz in seguito a bombardamento, di Achille non si hanno più notizie. Considerato disperso.                       |
| marzo 2024        | Via Cesare Battisti, 49 45°24′33.28″N 10°50′23.46″E                          |                   | QUI ABITAVA ALESSANDRO ZULIAN NATO 1916 ARRESTATO 9.9.1943 DEPORTATO LAMSDORF ASSASSINATO 24.1.1945 CECOSLOVACCHIA | Alessandro Zulian (Sommacampagna, 11 settembre 1916 - Karviná, 24 gennaio 1945), figlio di Angelo e Anna Castioni, bracciante. Soldato della Guardia alla Frontiera, catturato dai tedeschi immediatamente dopo l'armistizio dell'8 settembre 1943, a Tarvisio e deportato nel Reich, internato nello Stalag VIII-B, muore a Karviná, il 24 gennaio 1945. |
| marzo 2024        | Via Verona, 38 località Caselle 45°24′48.23″N 10°54′12.51″E                  |                   | QUI ABITAVA RUGGERO TOFFALINI NATO 1903 DEPORTATO GEESTHACHT ASSASSINATO 4.1.1944                                  | Ruggero Toffalini (Sommacampagna, 10 gennaio 1903 - Amburgo, 4 gennaio 1944), figlio di Angelo e Carlotta Roina, coniugato con Amalia Rizzi. Lavoratore civile nel Reich alloggiato nel campo comunitario di Geesthacht. Muore presso l’Ospedale generale di Amburgo-Bergedorf il 4 gennaio 1944. Riposa nel Cimitero militare italiano di Amburgo. |
| marzo 2024        | Via Valle Molini, 23 Custoza                                                 |                   | QUI ABITAVA BENIGNO ALDEGHERI NATO 1922 ARRESTATO 8.9.1943 DEPORTATO FRANCIA ASSASSINATO 6.9.1944 CHALON-SUR-SAONE | Benigno Aldegheri (Custoza, 21 agosto 1922 - Chalon-sur-Saône, 6 settembre 1944), figlio di Marcello e Ottavia Anselmi, contadino. Soldato d'Artiglieria Alpina, catturato dai tedeschi sul fronte francese immediatamente dopo l'armistizio dell'8 settembre 1943, internato nel campo di concentramento di Grenoble. Muore sotto un bombardamento alleato a Chalon-sur-Saône il 6 settembre 1944.                                                                                              |
| marzo 2024        | Via Custoza, 20 località Due Palme 45°23′21.97″N 10°49′19.37″E               |                   | QUI ABITAVA BRUNO FASOLI NATO 1924 ARRESTATO 8.9.1944 DEPORTATO DORSTEN ASSASSINATO 8.4.1944                       | Bruno Fasoli (Sommacampagna, 30 ottobre 1924 - Dorsten, 8 aprile 1944), figlio di Gaetano e Lucia Albertini, mugnaio. Artigliere catturato alla proclamazione dell'armistizio dell'8 settembre 1943 a Riva del Garda, deportato nel Reich, internato nello Stalag VI-J di Fichtenhain, muore l'8 aprile 1944 nello Stalag VI-J Dorsten. |
| marzo 2024        | Via Ossario, 2 Custoza, nei pressi di Villa Vento 45°22′51.2″N 10°47′40.5″E  |                   | QUI ABITAVA ERNESTO POLATO NATO 1915 ARRESTATO 11.9.1943 DEPORTATO TORUN ASSASSINATO 17.7.1944                     | Ernesto Polato (Sommacampagna, 6 giugno 1915 - Stalag XX-A, 17 luglio 1944), figlio di Giuseppe e Cornelia Piona, contadino. Artigliere catturato l'11 settembre 1943 a Rovereto, deportato nel Reich internato nello Stalag XX-A nei pressi di Toruń, matricola 28890. Muore al campo il 17 luglio 1944. Riposa nel Cimitero militare italiano a Varsavia. |

### Trevenzuolo
| Pietra d'inciampo | Pietra d'inciampo                                                    | Pietra d'inciampo | Pietra d'inciampo                                                                                          | Note biografiche |
| Data di posa      | Luogo di posa                                                        | Stolpersteine     | Incisione                                                                                                  | Note biografiche |
| ----------------- | -------------------------------------------------------------------- | ----------------- | --- | --- |
| 31 maggio 2021    | Via Roma davanti scalinata del Municipio 45°16′17.33″N 10°55′59.27″E |                   | A TREVENZUOLO ABITAVA UGO SESINI NATO 1899 ARRESTATO 22.11.1944 DEPORTATO MAUTHAUSEN ASSASSINATO 27.2.1945 | Ugo Carlo Maria Sesini (Trapani, 19 gennaio 1899 - Gusen, 27 febbraio 1945), figlio di Vittorio, famiglia di origine veronese, coniugato, residente a Trevenzuolo, professore di musica, antifascista. È arrestato nel corso del massiccio rastrellamento ad opera dei militi delle Brigate Nere e uomini della Wehrmacht il 22 novembre 1944 a Trevenzuolo, trasferito a Bolzano da dove è in seguito deportato nel Reich con destinazione Mauthausen dove giunge il 19 dicembre 1944, matricola 114105, classificato "Schutz" – (Schutzhäftlinge),. Infine trasferito a Gusen dove muore il 27 febbraio 1945. Sepolto nella stessa località in fossa comune. |

### Verona
A Verona sono posate quattro pietre d'inciampo, poste tra il 2022 e 2025.
| Pietra d'inciampo | Pietra d'inciampo                                     | Pietra d'inciampo | Pietra d'inciampo                                                                                                   | Note biografiche |
| Data di posa      | Luogo di posa                                         | Stolpersteine     | Incisione | Note biografiche |
| ----------------- | ----------------------------------------------------- | ----------------- | --- | --- |
| 15 maggio 2022    | Via Stella, 6 45°26′30.48″N 10°59′56.11″E             |                   | QUI ABITAVA TULLIO BASEVI NATO 1889 ARRESTATO 24.11.1944 DEPORTATO FLOSSENBÜRG ASSASSINATO 11.1.1945                | Tullio Basevi (Verona, 29 giugno 1889 - Flossenbürg, 11 gennaio 1945), figlio di Marco e Luigia Elisa Cuzzeri, professore d'orchestra, insegnante di canto, coniugato con Emma De Angelis, due figli, cugino di Gilda Forti. Arrestato a Verona il 24 novembre 1944, portato nelle carceri cittadine, quindi trasferito a Bolzano a cui segue la deportazione nel Reich, destinazione Flossenbürg, dove giunge il 20 dicembre 1944, matricola 40040. Muore l'11 gennaio 1945. |
| 15 maggio 2022    | Via Duomo, 5 45°26′45.24″N 10°59′53.14″E              |                   | QUI ABITAVA GILDA FORTI NATA 1896 ARRESTATA 24.11.1944 DEPORTATA RAVENSBRÜCK ASSASSINATA                            | Gilda Forti (Verona, 27 giugno 1896 - Ravensbrück, ???), figlia di Lepoldo Benzion Forti ed Emilia Basevi, impiegata, cugina di Tullio Basevi. Invano cerca di sfuggire all'arresto rifugiandosi in casa del cugino Tullio: é arrestata, secondo una fonte il 25, ma logica vorrebbe il 24 novembre 1944 come riporta la pietra che è anche la data d'arresto del cugino. E come il cugino portata nelle carceri cittadine, quindi trasferita a Bolzano a cui segue la deportazione nel Reich, con ogni probabilità con lo stesso trasporto del cugino. Diversa la destinazione: Gilda giunge a Ravensbrück il 20 dicembre 1944. Più nulla è dato di sapere. |
| 3 febbraio 2025   | Via Fincato, 9 45°26′36.88″N 11°01′04.41″E            |                   | QUI ABITAVA ARMANDO DI PIETRO NATO 1901 ARRESTATO 24.4.1944 INTERNATO FOSSOLI ASSASSINATO 12.7.1944 CIBENO DI CARPI | Armando Di Pietro (Potenza, 27 maggio 1901 - Poligono di tiro di Cibeno di Carpi, 12 luglio 1944), partigiano, Maresciallo del Regio Esercito Italiano, coniugato, due figli. Dal 1924 al 1928 è nella campagna di Libia, dal giugno 1941 al luglio 1942 sul fronte Russo. Alla data della proclamazione dell'armistizio dell'8 settembre 1943 si trova in servizio a Verona, fugge dalla caserma occupata dai tedeschi e un mese dopo entra nella Resistenza tra le file della "Brigata partigiana “Verona”", quindi nel gennaio 1944 passa al "Servizio speciale interalleato". Pur ricercato dai militi delle Brigate nere non fugge onde evitare rappresaglie alla famiglia. È arrestato il 24 maggio 1944, incarcerato prima a Verona quindi San Vittore a Milano dove subisce torture negli estenuanti interrogatori, infine è internato a campo di Fossoli il 9 giugno. Fucilato con altri martiri nell'eccidio di Fossoli del 12 luglio 1944. |
| 3 febbraio 2025   | Corticella Fondaghetto, 3 45°26′23.68″N 11°00′15.38″E |                   | QUI ABITAVA RENATO MANCINI NATO 1914 ARRESTATO 20.4.1944 INTERNATO FOSSOLI ASSASSINATO 12.7.1944 CIBENO DI CARPI    | Renato Mancini (Saludecio, 26 maggio 1914 - Poligono di tiro di Cibeno di Carpi, 12 luglio 1944), partigiano, Maresciallo del Regio Esercito Italiano, coniugato con Idelma Malvezzi, una figlia, residente a Verona. Ottiene il grado militare nel 1942 per meriti maturati sul fronte Russo. È comandante a Pinerolo alla data della proclamazione dell'armistizio dell'8 settembre 1943. Entra nella Resistenza nella rete informativa interalleata. Arrestato a Verona, incarcerato il 22 aprile 1944 a San Vittore, torturato prima dell'internamento a campo di Fossoli il 9 giugno. Fucilato con altri martiri nell'eccidio di Fossoli del 12 luglio 1944. |

### Villa Bartolomea
A Villa Bartolomea sono posate 12 pietre d'inciampo a memoria dei deportati, principalmente vittime del rastrellamento del novembre 1944, ad opera della Brigata nera e delle SS che in forza di tremila uomini fermano circa 150 civili, dei quali alcuni furono deportati e tre partigiani fucilati il 10 dicembre 1944.
| Pietra d'inciampo | Pietra d'inciampo                                                                                         | Pietra d'inciampo | Pietra d'inciampo | Note biografiche |
| Data di posa      | Luogo di posa                                                                                             | Stolpersteine     | Incisione | Note biografiche |
| ----------------- | --- | ----------------- | --- | --- |
| 1 dicembre 2023   | Via IV Novembre angolo Corso Arnaldo Faccaroli, Monumento Orrori del Fascismo 45°09′35.05″N 11°21′16.16″E |                   | A VILLA BARTOLOMEA ABITAVA OSVALDO ANTONIOLI NATO 1924 ARRESTATO 1.12.1944 DEPORTATO MAUTHAUSEN ASSASSINATO 25.3.1945 GUSEN | Osvaldo Antonioli (Crespino, 24 maggio 1924 - Gusen, 25 marzo 1945), figlio di Antilope, agricoltore, celibe. Arrestato il 10 dicembre 1944 dai nazifascisti a Villa Bartolomea. Detenuto prima a Forte San Leonardo, quindi Bolzano a cui segue la deportazione nel Reich destinato a Mauthausen dove arriva il 4 febbraio 1945, matricola 126018. Trasferito in breve a Gusen dove muore il 25 marzo 1945.                                                    |
| 1 dicembre 2023   | Via IV Novembre angolo Corso Arnaldo Faccaroli, Monumento Orrori del Fascismo 45°09′35.05″N 11°21′16.16″E |                   | A VILLA BARTOLOMEA ABITAVA BRUNO BELLINI NATO 1927 DEPORTATO 1945 MAUTHAUSEN ASSASSINATO 5.5.1945 GUSEN                     | Bruno Bellini (Villa Bartolomea, 21 febbraio 1927 - Gusen, 5 maggio 1945), figlio di Lorenzo, calzolaio, celibe. Arrestato a Villa Bartolomea è detenuto prima a Verona, quindi Bolzano a cui segue la deportazione nel Reich destinato a Mauthausen dove arriva il 4 febbraio 1945, matricola 126040. Trasferito il 17 febbraio 1945 a Gusen muore il 5 maggio 1945. Riposa nel Cimitero militare italiano di Mauthausen.                                      |
| 1 dicembre 2023   | Via IV Novembre angolo Corso Arnaldo Faccaroli, Monumento Orrori del Fascismo 45°09′35.05″N 11°21′16.16″E |                   | A VILLA BARTOLOMEA ABITAVA ALDO BERTASSELLO NATO 1919 ARRESTATO 17.10.1944 DEPORTATO BUCHENWALD MORTO 29.11.1945            | Aldo Bertassello (Villa Bartolomea, 21 dicembre 1919, - Verona, 29 novembre 1945), figlio di Giovanni Battista e Agar Delia Ferrante, celibe. Soldato di fanteria catturato il 17 ottobre 1944 a Menden è deportato a Buchenwald, matricola 65724, classificato "Pol" – (Politisch). Alla liberazione del campo è ricoverato presso l'Ospedale Freising, quindi rimpatriato, ma le gravi condizioni di salute ne causano la morte a Verona il 29 novembre 1945. |
| 1 dicembre 2023   | Via IV Novembre angolo Corso Arnaldo Faccaroli, Monumento Orrori del Fascismo 45°09′35.05″N 11°21′16.16″E |                   | A VILLA BARTOLOMEA ABITAVA DANILO BRONZATI NATO 1927 DEPORTATO 1945 MAUTHAUSEN ASSASSINATO 18.4.1945 GUSEN                  | Danilo Bronzati (Villa Bartolomea, 8 gennaio 1927 - Gusen, 18 aprile 1945, figlio di Adelio, agricoltore, celibe. Arrestato a Villa Bartolomea è trasferito a Bolzano a cui segue la deportazione nel Reich destinato a Mauthausen dove arriva il 4 febbraio 1945, matricola 126086. Muore il 18 aprile 1945 a Gusen. |
| 1 dicembre 2023   | Via IV Novembre angolo Corso Arnaldo Faccaroli, Monumento Orrori del Fascismo 45°09′35.05″N 11°21′16.16″E |                   | A VILLA BARTOLOMEA ABITAVA LUIGI GATTO NATO 1885 ARRESTATO 25.9.1944 DEPORTATO LOSSENBÜRG ASSASSINATO 9.3.1945              | Luigi Gatto (Villa Bartolomea, 14 marzo 1885 - Flossenbürg, 9 marzo 1945), coniugato con Santina Marangoni, è arrestato a Casaleone il 25 settembre 1944 in seguito ad un rastrellamento. Detenuto prima a Bergantino quindi Peschiera del Garda e Bolzano a cui segue la deportazione nel Reich, destinazione Flossenbürg dove giunge il 23 gennaio 1945, matricola 43815 classificato "Pol" – (Politisch). Muore al campo il 9 marzo 1945.                    |
| 1 dicembre 2023   | Via IV Novembre angolo Corso Arnaldo Faccaroli, Monumento Orrori del Fascismo 45°09′35.05″N 11°21′16.16″E |                   | A VILLA BARTOLOMEA ABITAVA STEFANO MILANI NATO 1926 DEPORTATO 1945 MAUTHAUSEN ASSASSINATO 20.3.1945 GUSEN                   | Stefano Milani (Castelmassa, 16 marzo 1926 - Gusen, 20 marzo 1945), figlio di Gaetano, agricoltore. Arrestato a Villa Bartolomea, trasferito a Bolzano a cui segue la deportazione nel Reich, destinazione Mauthausen dove giunge il 4 febbraio 1945, matricola 126293. Trasferito a Gusen, muore al campo il 20 marzo 1945. |
| 1 dicembre 2023   | Via IV Novembre angolo Corso Arnaldo Faccaroli, Monumento Orrori del Fascismo 45°09′35.05″N 11°21′16.16″E |                   | A VILLA BARTOLOMEA ABITAVA AUGUSTO MONTAGNIN NATO 1902 DEPORTATO 1944 MAUTHAUSEN ASSASSINATO 17.3.1945                      | AugustoMontagnin {{{last}}} (Villa Bartolomea, 25 marzo 1902 - Mauthausen, 17 marzo 1945), figlio di Giovanni, operaio, coniugato con Elodia Inglese, padre di due figli, residente a Torino dove è arrestato. Dopo il transito dalla Caserma Umberto I° di Bergamo,il 16 marzo 1944 è deportato nel Reich, destinato a Mauthausen, matricola 58999. Trasferito a Gusen, quindi ricoverato nell'infermeria di Mauthausen dove muore il 17 marzo 1945.           |
| 1 dicembre 2023   | |                   | QUI ABITAVA ANTONIO BELLINI NATO 1927 DEPORTATO 1945 MAUTHAUSEN ASSASSINATO 2.5.1945 GUSEN                                  | Antonio Bellini (Villa Bartolomea, 8 febbraio 1927 - Gusen, 2 maggio 1945), figlio di Luigi e Albina Spimpolo. È arrestato a Villa Bartolomea, trasferito a Bolzano a cui segue la deportazione, insieme al padre, nel Reich, destinazione Mauthausen dove giunge il 4 febbraio 1945, matricola 126039. Trasferito a Gusen, muore il 2 maggio 1945, un mese dopo il padre.                                                                                      |
| 1 dicembre 2023   | |                   | QUI ABITAVA LUIGI BELLINI NATO 1889 DEPORTATO 1945 MAUTHAUSEN ASSASSINATO 15.3.1945 GUSEN                                   | Luigi Bellini (Villa Bartolomea, 12 marzo 1889 - Gusen, 15 marzo 1945), figlio di Alessandro, agricoltore, coniugato con Albina Spimpolo, padre di quattro figli. Arrestato a Villa Bartolomea, detenuto prima a Verona, poi Bolzano a cui segue la deportazione, insieme al figlio Antonio, nel Reich, destinazione Mauthausen dove giunge il 4 febbraio 1945, matricola 126041. Trasferito a Gusen, muore il 15 marzo 1945, un mese prima del figlio.         |
| 1 dicembre 2023   | |                   | QUI ABITAVA NICOLA CORAGGIA NATO 1926 DEPORTATO 1945 MAUTHAUSEN ASSASSINATO 10.4.1945 GUSEN                                 | Nicola Coraggia (Legnago, 9 marzo 1926 - Gusen, 10 aprile 1945), figlio di Gioacchino e Teresia Silvestri, calzolaio. Arrestato a Villa Bartolomea, detenuto prima a Verona, poi Bolzano a cui segue la deportazione nel Reich, destinazione Mauthausen dove giunge il 4 febbraio 1945, matricola 126143. Trasferito a Gusen, muore il 10 aprile 1945. |
| 1 dicembre 2023   | |                   | QUI ABITAVA GIRO PIERINO NATO 1927 DEPORTATO 1945 MAUTHAUSEN ASSASSINATO 5.4.1945 GUSEN                                     | Pierino Giro (Villa Bartolomea, 10 gennaio 1927 - Gusen, 5 aprile 1945), figlio di Giovanni, agricoltore. Arrestato a Villa Bartolomea, detenuto prima a Verona, poi Bolzano a cui segue la deportazione nel Reich, destinazione Mauthausen dove giunge il 4 febbraio 1945, matricola 126222. Trasferito a Gusen muore il 5 aprile 1945. |
| 1 dicembre 2023   | |                   | QUI ABITAVA IVO PRADELLA NATO 1926 DEPORTATO 1945 MAUTHAUSEN ASSASSINATO 19.4.1945                                          | Ivo Pradella (Villa Bartolomea, 10 novembre 1926 - Gusen, 19 aprile 1945), figlio di Armando, agricoltore. Arrestato a Villa Bartolomea, detenuto prima a Verona, poi Bolzano a cui segue la deportazione nel Reich, destinazione Mauthausen dove giunge il 4 febbraio 1945, matricola 126365. Trasferito a Gusen, muore il 19 aprile 1945. |

## Provincia di Vicenza

### Santorso
| Pietra d'inciampo | Pietra d'inciampo                                                      | Pietra d'inciampo | Pietra d'inciampo                                                                                     | Note biografiche |
| Data di posa      | Luogo di posa                                                          | Stolpersteine     | Incisione                                                                                             | Note biografiche |
| ----------------- | ---------------------------------------------------------------------- | ----------------- | --- | --- |
| 25 aprile 2024    | Piazza Aldo Moro davanti Biblioteca civica 45°44′13.74″N 11°23′25.11″E |                   | QUI VIVEVA GINO ZANELLA NATO 1926 ARRESTATO 18.8.1944 DEPORTATO 1944 MAUTHAUSEN MORTO 25.4.1945 GUSEN | Gino Zanella (Santorso 16 novembre 1926 – Gusen, 25 aprile 1945), figlio di Giacinto, meccanico, residente a Schio, celibe. Arrestato a Verona, trasferito a Bolzano, quindi il 1º febbraio 1945 deportato nel Reich con destinazione Mauthausen, matricola 12498. Trasferito a Gusen, muore il 25 aprile 1945. Sepolto in una fossa comune. |

### Vicenza
Nella città di Vicenza si trovano nove pietre d'inciampo posate tra il 2021 e il 2025.
| Pietra d'inciampo | Pietra d'inciampo                                                   | Pietra d'inciampo | Pietra d'inciampo | Note biografiche |
| Data di posa      | Luogo di posa                                                       | Stolpersteine     | Incisione | Note biografiche |
| ----------------- | ------------------------------------------------------------------- | ----------------- | --- | --- |
| 25 giugno 2021    | Corso Palladio, 84 45°32′50.83″N 11°32′40.83″E                      |                   | A VICENZA ABITAVA GUIDO ORVIETO NATO 1893 ARRESTATO 1943 DEPORTATO AUSCHWITZ ASSASSINATO 1944                          | Guido Fortunato Orvieto (Pisa 7 settembre 1893 – Auschwitz 31 dicembre 1944), commerciante. Venne arrestato a Vicenza assieme alla moglie nel 1943 e venne deportato ad Auschwitz nel 1944. Non sopravvisse. |
| 25 giugno 2021    | Corso Palladio, 84 45°32′50.83″N 11°32′40.83″E                      |                   | A VICENZA ABITAVA ANGELA CAIVANO ORVIETO NATA 1893 ARRESTATA 1943 DEPORTATA AUSCHWITZ ASSASSINATA 1944                 | Angelina Caivano (Firenze 29 settembre 1983 - Auschwitz 31 dicembre 1944), commerciante. Arrestata assieme al marito, ne condivise le vicende sino alla morte. |
| 27 gennaio 2023   | Contrà Santa Corona, 25 45°33′00.45″N 11°32′49.21″E                 |                   | QUI LAVORAVA TORQUATO FRACCON NATO 1897 ARRESTATO 26.10.1944 DEPORTATO 1944 MAUTHAUSEN MORTO 8.5.1945                  | Torquato Fraccon (Pontecchio Polesine, 29 dicembre 1887 - Mauthausen, 8 maggio 1945), partigiano, bancario, si iscrive al Partito Popolare dopo la Grande guerra. Nel 21 sposa Isabella Ghirlandato che gli darà due figlie e un maschio: Franco Fraccon; tutti e tre saranno attivi nella Resistenza. Antifascista, ha contatti con figure di primo piano oppositrici del regime fascista come Neri Pozza, Antonio Barolini, Antonio Giuriolo. Riferimento per la Democrazia Cristiana vicentina, dopo l'armistizio dell'8 settembre 1943 si prodiga nel fornire supporto agli ex prigionieri alleati, agli ebrei ed è tra i promotori del CLN provinciale vicentino. Subisce un primo arresto il 7 gennaio del 1944, liberato, nuovamente arrestato in casa il 26 ottobre con tutta la sua famiglia è rinchiuso con i familiari nelle carceri vicentine. La moglie e le due figlie sono trattenute, Torquato con il figlio dopo torture e sevizie è trasferito a Bolzano da cui entrambi sono poi deportati nel Reich destinati a Mauthausen. Torquato muore l'8 maggio 1945. Con decreto ufficiale del 19 maggio 1950, gli viene conferita la medaglia d’argento al valor militare alla memoria con la qualifica di partigiano combattente. |
| 27 gennaio 2023   | Contrà Santa Corona, 25 45°33′00.45″N 11°32′49.21″E                 |                   | FRANCO FRACCON NATO 1924 ARRESTATO 26.10.1944 DEPORTATO 1944 MAUTHAUSEN ASSASSINATO 4.5.1945                           | Franco Fraccon (Rovigo, 24 ottobre 1924 - Mauthausen, 4 maggio 1945), partigiano, figlio di Torquato Fraccon e Isabella Ghirardato. Militante dell'Azione Cattolica, studente di Medicina e Chirurgia a Padova, attivista della Fuci. Dopo l'armistizio dell'8 settembre 1943 non risponde alla chiamata alle armi ed entra a far parte della Resistenza collaborando all'attività clandestina del padre nel soccorso agli ebrei e alla lotta armata di liberazione. La mattina del 26 ottobre 1944 è arrestato con tutta la sua famiglia nella loro abitazione. Portati nelle carceri di Vicenza, la madre e le sorelle sono trattenute, Franco col padre è torturato e inviato al campo di Bolzano per essere deportati entrambi nel Reich destinati a Mauthausen, immatricolato n°115500, Franco muore il 4 maggio 1945. L'università di Padova gli conferisce la Laurea honoris causa in Medicina l’11 giugno 1947. Il 19 maggio 1950 è insignito della medaglia d’argento al valor militare con la qualifica di partigiano combattente. |
| 27 gennaio 2023   | Piazza delle Erbe, 21 davanti farmacia 45°32′48.09″N 11°32′47.91″E  |                   | QUI ABITAVA CARLO CRICO NATO 1902 ARRESTATO 2.12.1944 DEPORTATO 1944 MAUTHAUSEN ASSASSINATO 7.3.1945                   | Carlo Crico (Vicenza, 12 novembre 1902 - Mauthausen, 7 marzo 1945), farmacista, vedovo, antifascista. Gestisce la Farmacia in Piazza delle Erbe accanto la sua abitazione dove vive con le figlie. Frequenta la famiglia Fraccon e sarà questa l'accusa che gli costa il carcere e la deportazione nel Reich, con destinazione Mauthausen dove muore il 7 marzo 1945. |
| 27 gennaio 2023   | Contrà porta Santa Lucia, 44 45°33′04.25″N 11°33′04.78″E            |                   | QUI ABITAVA PIERO FRANCO NATO 1921 ARRESTATO 4.10.1944 DEPORTATO 1944 MAUTHAUSEN ASSASSINATO 8.4.1945                  | Piero Franco (Vicenza, 17 agosto 1921 - Mauthausen, 8 aprile 1945), partigiano, studente universitario nel 1942 alla facoltà di Agraria di Bologna, arruolato sottotenente degli alpini, dopo l'armistizio dell'8 settembre 1943 entra nella Resistenza tra le file della "Brigata Argiuna – Divisione Vicenza". È arrestato nell'ottobre 1944 a Bassano del Grappa, a cui segue la deportazione nel Reich, con destinazione Mauthausen dove muore l'8 aprile 1945. Il 16 giugno 1954 l’Università di Bologna gli conferisce la laurea honoris causa. |
| 25 gennaio 2025   | Corso Palladio, 98 davanti al Municipio 45°32′51.97″N 11°32′43.28″E |                   | A VICENZA ABITAVA BRUNO ALLEGRO NATO 1923 ARRESTATO 13.11.1944 DEPORTATO 8.1.1944 MAUTHAUSEN ASSASSINATO 19.4.1945     | Bruno Allegro (Vicenza, 20 agosto 1923 - Gusen, 19 aprile 1945), figlio di Pietro e Angela Porticari, operaio, partigiano della "Brigata Silva" della "Divisione Vicenza". Arrestato a Vicenza quindi internato a Bolzano prima della deportazione nel Reich destinato a Mauthausen dove giunge l'11 gennaio 1945, matricola 115341, classificato "Schutz" – (Schutzhäftlinge). Trasferito al sottocampo di Gusen, muore il 19 aprile 1945. |
| 25 gennaio 2025   | Corso Palladio, 98 davanti al Municipio 45°32′51.97″N 11°32′43.28″E |                   | A VICENZA ABITAVA RUGGERO MENIN NATO 1926 ARRESTATO 3.12.19443 DEPORTATO 5.10.1944 DACHAU ASSASSINATO 24.3.1945 GDYNIA | Ruggero Menin (Vicenza, 18 marzo 1926 - Gotenhafen, 24 marzo 1945), partigiano della "Brigata Argiuna" della "Divisione Vicenza", dopo l'arresto del dicembre 1943, il transito dal campo di Bolzano, è deportato nel Reich con destinazione Dachau dove giunge il 9 ottobre 1944, matricola n°113400, classificato "Schutz" – (Schutzhäftlinge).. Trasferito in seguito al sottocampo di Stutthof, dove muore il 34 marzo 1945. |
| 25 gennaio 2025   | Contrà XX settembre, 2 45°33′00.64″N 11°33′04.92″E                  |                   | A VICENZA ABITAVA LUIGINO SCUIZZATO NATO 1921 ARRESTATO 4.10.1944 DEPORTATO 1944 DACHAU ASSASSINATO 1.5.1945           | Luigino Scuizzato (Vicenza, 25 marzo 1921 - Dachau, 1 maggio 1945), bersagliere, dopo l'arresto è deportato nel Reich. Arriva a Dachau il 16 settembre, matricola 108146, classificato come Schutzhäftlinge. Muore al campo il 1° maggio 1945. |